# 16. Juni
Der 16. Juni ist der 167. Tag des gregorianischen Kalenders (der 168. in Schaltjahren), somit bleiben 198 Tage bis zum Jahresende.

## Ereignisse

### Politik und Weltgeschehen
- 0671 v. Chr.: Der assyrische König Asarhaddon greift mit einem Heer Ägypten an und gewinnt die erste Schlacht gegen die Streitmacht unter Pharao Taharqa. Zwei weitere Siege der Invasoren folgen wenige Tage später.

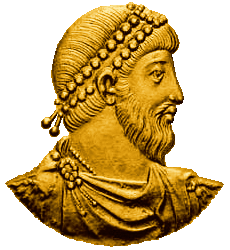
363: Julian (Bildnis auf einer Münze)

- 0363: Der römische Kaiser Julian bricht die Belagerung von Ktesiphon beim Feldzug gegen die Sassaniden ab und tritt den Rückzug an.
- 0695: Der Mönch Suitbert, ein Missionar unter den Germanen, gründet auf einer Insel im Rhein ein Benediktinerkloster, das spätere Kaiserswerth, heute ein Stadtteil von Düsseldorf.
- 1112: In einer von Kaiser Heinrich V. ausgestellten Tauschurkunde zwischen den Erzbischöfen Adalbert I. von Mainz und Adalgod von Magdeburg wird mit den Worten actum est Salzvvitele erstmals die Stadt Salzwedel erwähnt.
- 1426: Die von Andreas Prokop angeführten Hussiten besiegen in der Schlacht bei Aussig ein sächsisch-thüringisches Heer, welches das belagerte Aussig entsetzen soll. Tags darauf fällt die Stadt; aus Angst vor einem Massaker kommt es zu einer Massenflucht der Einwohner.

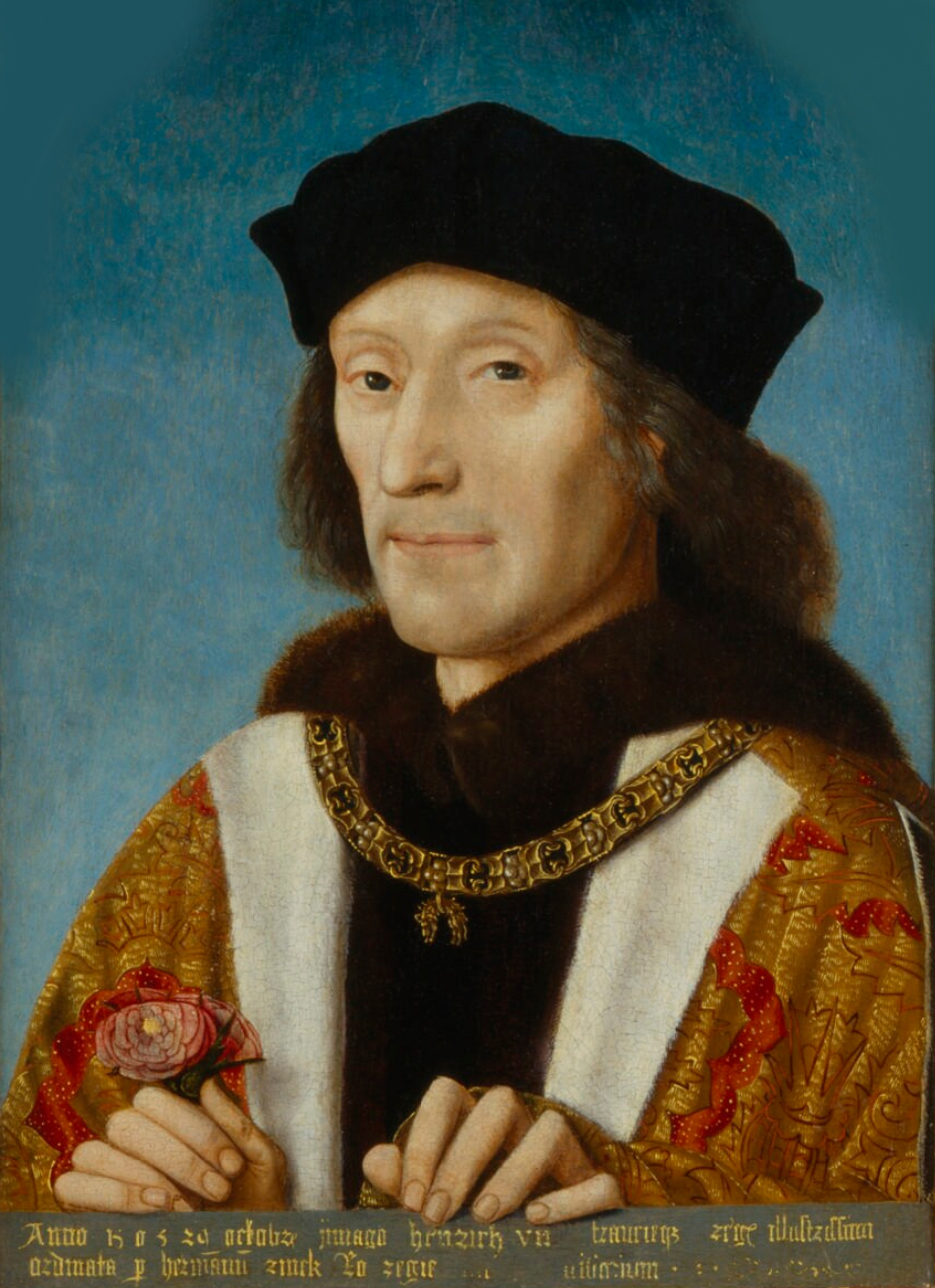
1487: Heinrich VII.

- 1487: Der Sieg König Heinrichs VII. in der Schlacht von Stoke, bei der der zum Hause York gehörende Heerführer John de la Pole, 1. Earl of Lincoln, ums Leben kommt, beendet das letzte Aufbegehren des Hauses York in den englischen Rosenkriegen.
- 1654: Auf dem Reichstag zu Uppsala wird die Abdankungsurkunde von Schwedens Königin Christina I. verlesen und ihr Vetter als Karl X. Gustav zu ihrem Nachfolger proklamiert.
- 1674: Im Holländischen Krieg gelingt es dem französischen Heer unter Führung Turennes in der Schlacht bei Sinsheim, die verschanzten kaiserlichen Truppen nach erbitterten Kämpfen zum Rückzug zu zwingen.

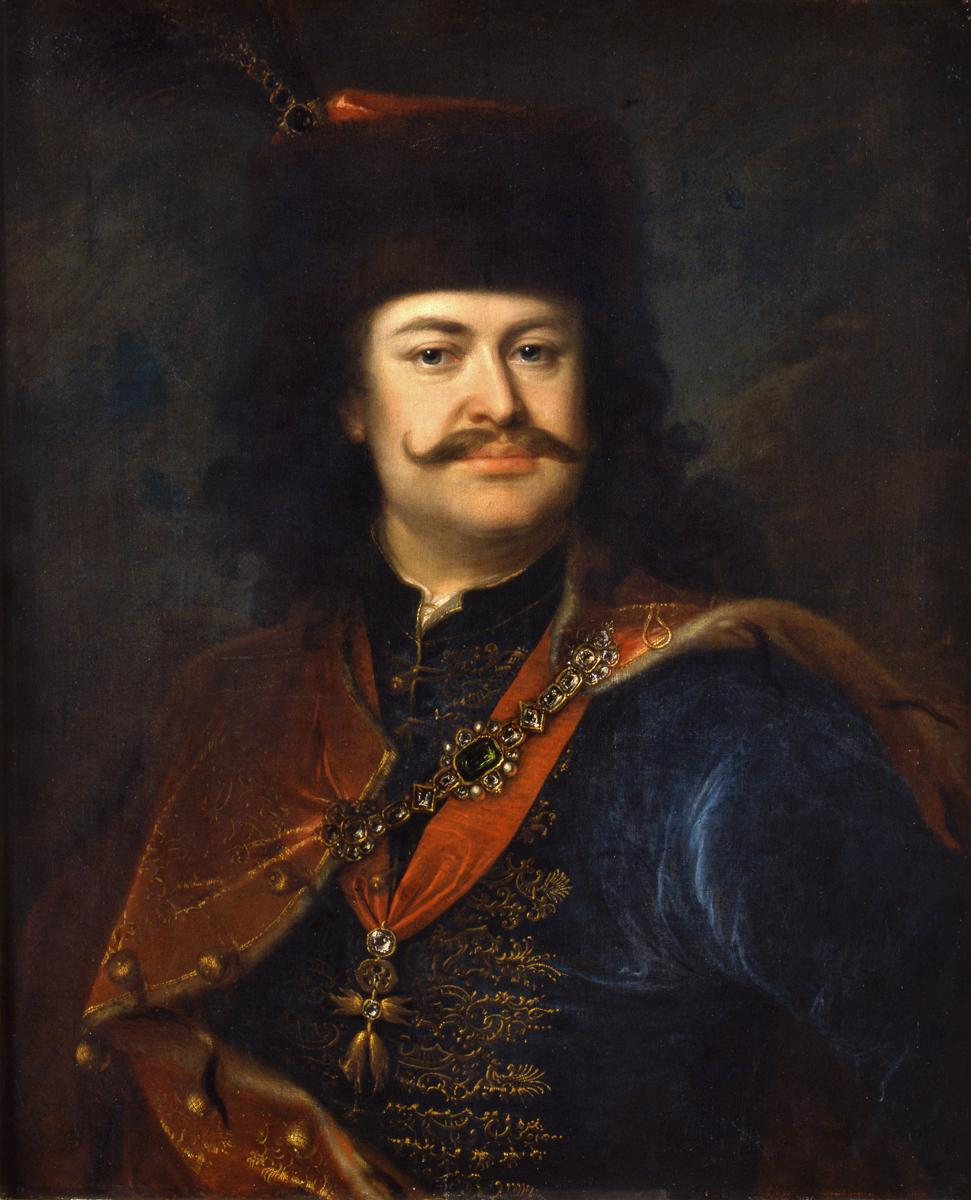
1703: Franz II. Rákóczi

- 1703: Der gegen die habsburgische Herrschaft gerichtete Aufstand Franz II. Rákóczis erlangt größere Bedeutung, als er sich an die Spitze einer in der Karpatenukraine ausgebrochenen kleineren Rebellion setzen kann. Diese breitet sich durch Zulauf im ganzen Nordosten des Königreichs Ungarn aus.
- 1746: Im Österreichischen Erbfolgekrieg kommt es zur Schlacht bei Piacenza, in der die Österreicher eine französisch-spanische Armee besiegen.
- 1775: George Washington wird im Amerikanischen Unabhängigkeitskrieg Oberbefehlshaber aller amerikanischen Truppen und übernimmt Regierungsfunktionen.

1815: Schlacht bei Ligny (Historienbild)

- 1815: In der Schlacht bei Ligny erringt Napoleon seinen letzten Sieg. Die Franzosen schlagen die preußische Armee unter Blücher, können diese jedoch nicht vernichten, was zwei Tage später bei Waterloo fatale Folgen hat. Am gleichen Tag verteidigen britische, niederländische und deutsche Truppen unter Sir Arthur Wellesley, Herzog von Wellington in der Schlacht bei Quatre-Bras die dortige Straßenkreuzung gegen die Franzosen unter dem Kommando von Marschall Ney.
- 1848: Der österreichische Feldmarschall Alfred Fürst zu Windisch-Graetz schlägt den Prager Pfingstaufstand der Tschechen blutig nieder.

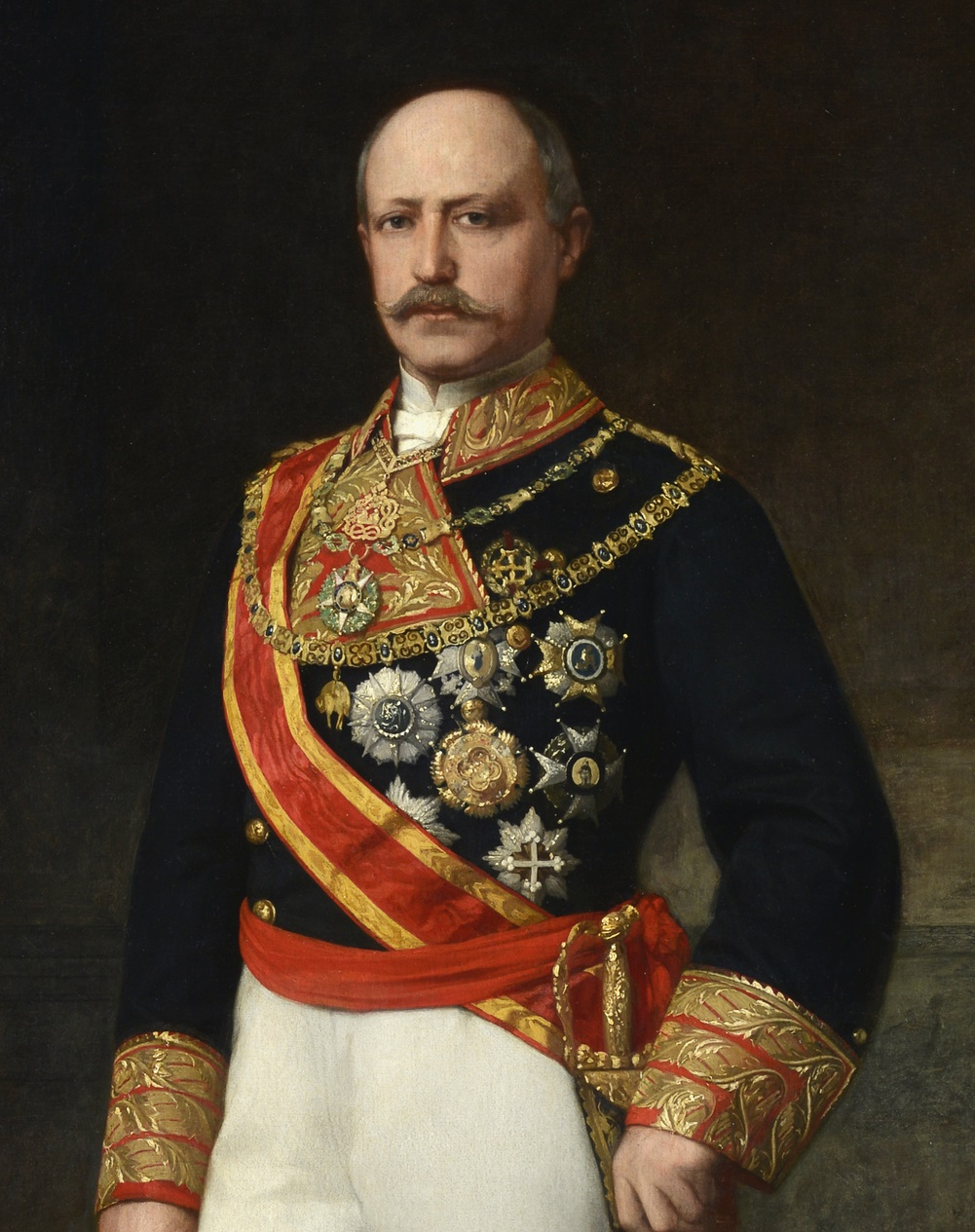
1869: Francisco Serrano Domínguez

- 1869: Nach dem Sturz von Königin Isabella II. im Jahr zuvor und dem Inkrafttreten einer neuen spanischen Verfassung wird für eine Übergangszeit Francisco Serrano Domínguez zum Regenten gewählt. Nach einem von den Parteien allseits akzeptierten neuen König wird gesucht.
- 1871: Der Sieg Preußens und der verbündeten deutschen Staaten im Deutsch-Französischen Krieg wird mit einer pompösen Siegesparade in Berlin gefeiert.
- 1880: In Berlin beginnt auf einen Anstoß Griechenlands hin eine Konferenz der europäischen Großmächte zur Regelung des strittigen Grenzverlaufs an der türkisch-griechischen Grenze. Weil Bevollmächtigte des Osmanischen Reichs und Griechenlands zur Konferenz nicht zugelassen sind, lehnt die Hohe Pforte die Verbindlichkeit der Beschlüsse für sich ab.
- 1904: Der finnische Nationalist Eugen Schauman verübt ein Attentat auf den russischen Generalgouverneur Nikolai Iwanowitsch Bobrikow, dem dieser am Folgetag erliegt, und tötet sich anschließend selbst.
- 1925: In der Sowjetunion wird auf der Krim Artek, das erste Pionierlager der Pionierorganisation Wladimir Iljitsch Lenin, als Allunions-Erholungslager für tuberkulosekranke Kinder gegründet.
- 1930: Der Rat der Volkskommissare führt in der Sowjetunion die Dekretzeit ein, um die Tageshelligkeit besser auszunutzen. Die Dekretzeit gilt das ganze Jahr über.
- 1946: Damit Bhumibol Adulyadej, der am 9. Juni überraschend König von Siam geworden ist, sein Studium in der Schweiz fortsetzen kann, wird Prinz Rangsit zum Prinzregenten ernannt.
- 1950: Hinsichtlich des zunehmenden Befalls der landwirtschaftlichen Anbaufläche mit Kartoffelkäfern beschuldigt die DDR-Führung die USA, die Schädlinge gezielt über ostdeutschen Äckern abzuwerfen, und beginnt eine Kampagne gegen den „Amikäfer“.
- 1954: In Südvietnam wird Ngô Đình Diệm mit der Regierungsbildung beauftragt.

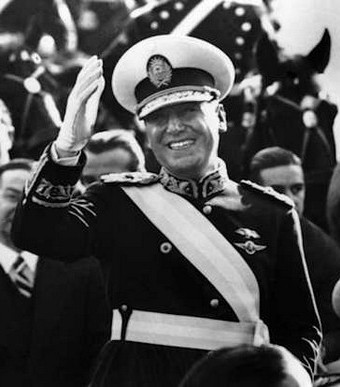
1955: Juan Perón

- 1955: Papst Pius XII. exkommuniziert den argentinischen Präsidenten Juan Perón. Bei einem erfolglosen Putschversuch am selben Tag kommt es zur Bombardierung der Plaza de Mayo. In einem zweiten Putsch einige Monate später wird Perón jedoch abgesetzt.
- 1958: Die Führer des Ungarischen Volksaufstands, unter ihnen der frühere Ministerpräsident Imre Nagy und der frühere Verteidigungsminister Pál Maléter, werden – nach einem vorausgegangenen Schauprozess – in einem Budapester Gefängnis hingerichtet.
- 1972: In Stockholm endet die erste Konferenz der Vereinten Nationen über die Umwelt des Menschen. Sie wird als Beginn einer internationalen Umweltpolitik angesehen.
- 1976: Aufstand in Soweto: Schülerproteste im Township Soweto gegen die Einführung von Afrikaans als Unterrichtssprache werden mit Gewalt niedergeschlagen; zu den Anführern zählt Tsietsi Mashinini, unter den ersten Toten ist der 13-jährige Hector Pieterson. Dem Aufstand folgen weitreichende Rassenunruhen im Land, die als Anfang vom Ende der Apartheid in Südafrika gelten.

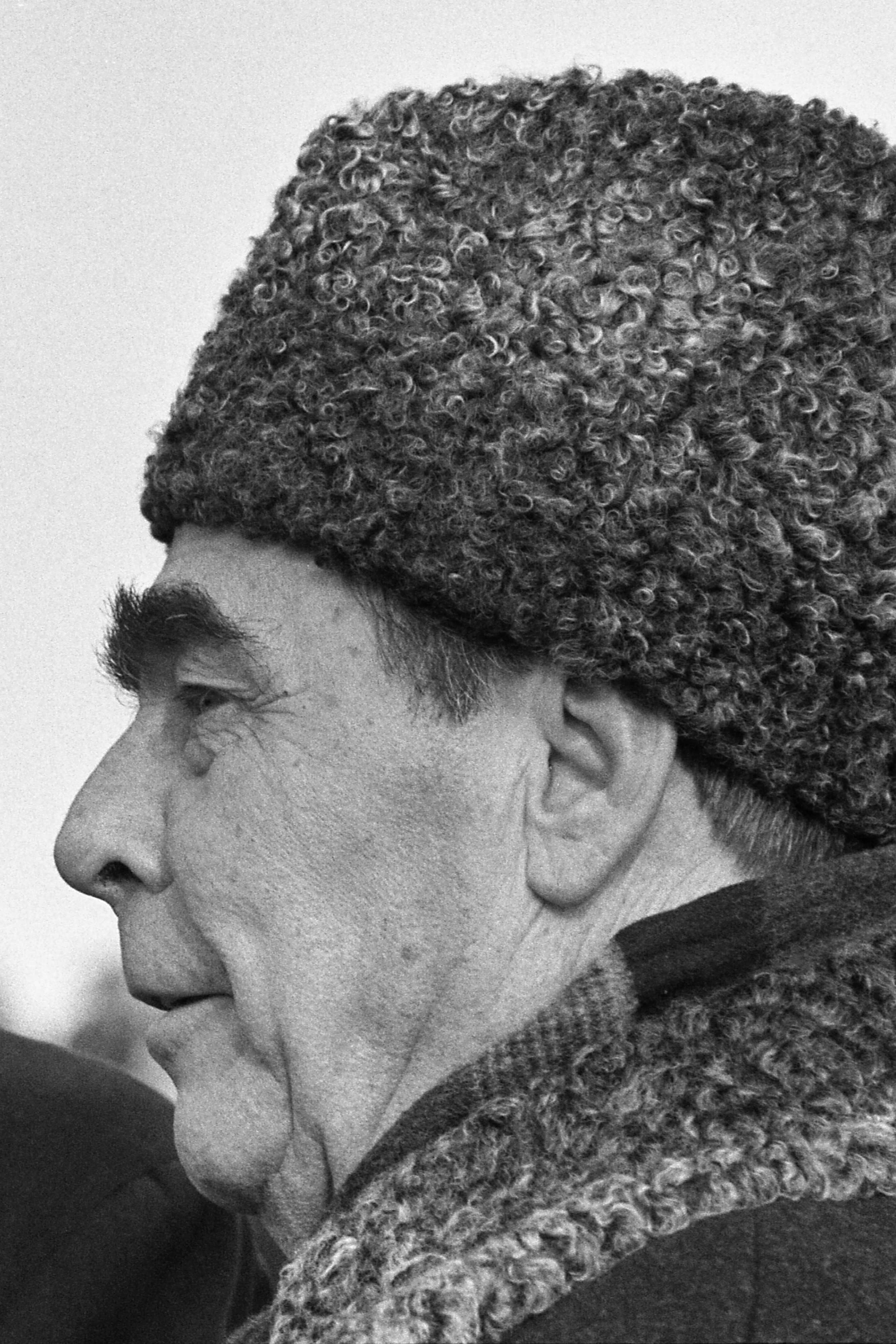
1977: Leonid Breschnew

- 1977: Leonid Breschnew wird als Vorsitzender des Präsidiums des Obersten Sowjets Staatsoberhaupt der UdSSR. Zuvor hatte er sich in einem Machtkampf mit Amtsinhaber Nikolai Podgorny durchgesetzt.
- 1989: In Budapest findet eine ehrenvolle Neubestattung des 1958 hingerichteten Imre Nagy statt.
- 1993: Aufgrund der Entscheidung des Bundesverfassungsgerichts vom 28. Mai, dass der Schwangerschaftsabbruch grundsätzlich weiter als Unrecht gilt, aber unter bestimmten Voraussetzungen nicht bestraft werden muss, tritt die von ihm beschlossene Übergangsregelung deutschlandweit in Kraft – vorher bestanden Unterschiede zwischen den alten und den neuen Bundesländern.[1]
- 2001: Nach dem Berliner Bankenskandal entzieht das Abgeordnetenhaus dem Regierenden Bürgermeister Eberhard Diepgen das Vertrauen und wählt Klaus Wowereit zum Nachfolger.
- 2001: US-Präsident George W. Bush kündigt an, dass das Embargo gegen Kuba bis zur Einführung der Demokratie auf der Insel aufrechterhalten wird.
- 2007: Die Partei Die Linke gründet sich aus dem Zusammenschluss von Linkspartei.PDS und der Arbeit & soziale Gerechtigkeit – Die Wahlalternative.

### Wirtschaft

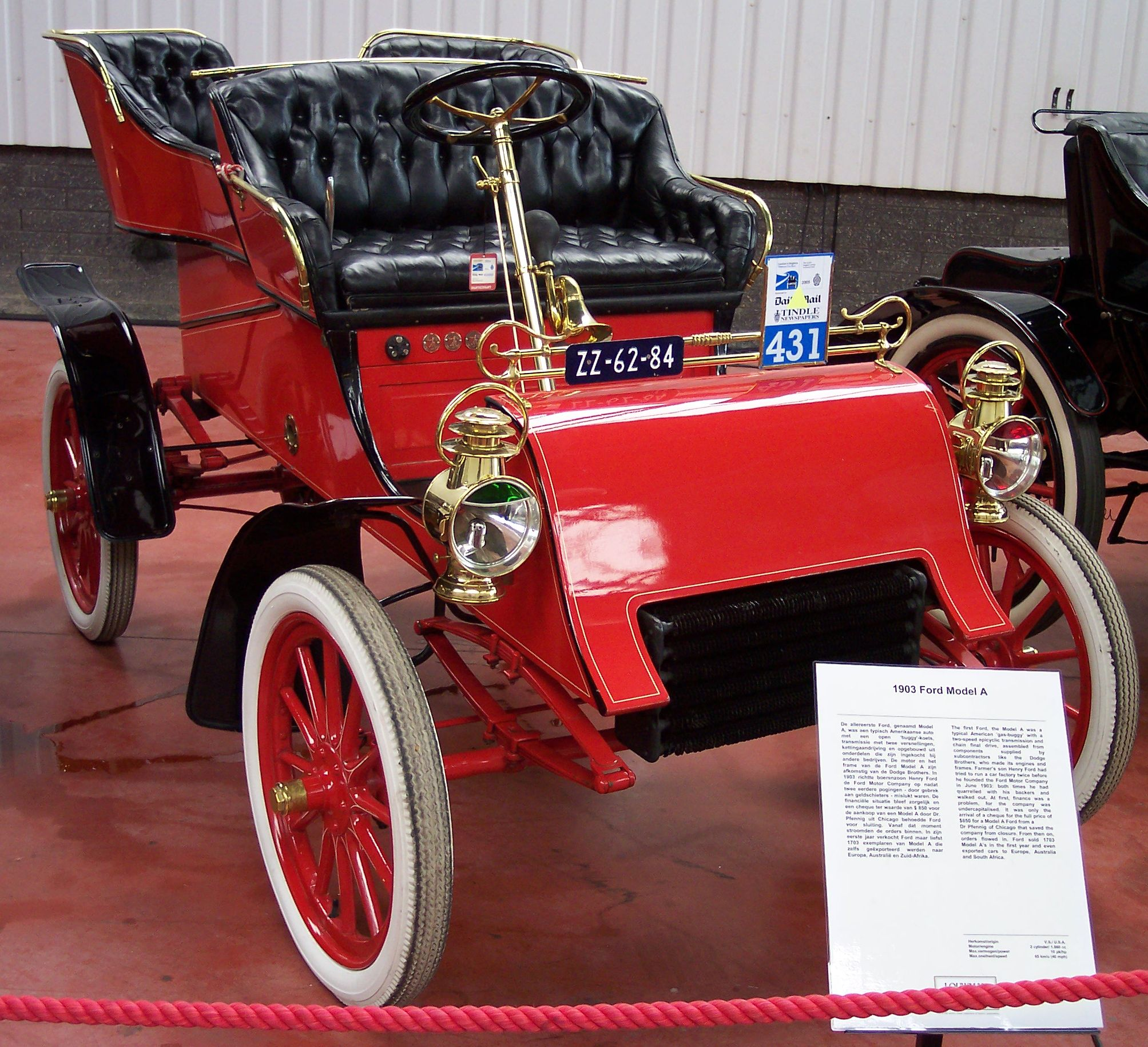
1903: Ford Modell A

- 1903: Henry Ford gründet in Michigan die Ford Motor Company, die mit der Produktion des Ford Modell A den Kraftfahrzeugbau aufnimmt.
- 1903: Der US-amerikanische Apotheker Caleb Bradham erhält das Markenzeichen Pepsi-Cola für das von ihm zehn Jahre zuvor erfundene Erfrischungsgetränk geschützt.
- 1911: Die Unternehmen International Time Recording Company und Computing Scale Corporation verschmelzen mit der Tabulating Machine Company zur neuen Computing-Tabulating-Recording Company (C-T-R), der heutigen IBM.
- 1947: Im Saarland wird die Saar-Mark eingeführt.
- 1999: Das japanische Gesundheitsministerium genehmigt den Verkauf der Antibabypille.

### Wissenschaft und Technik

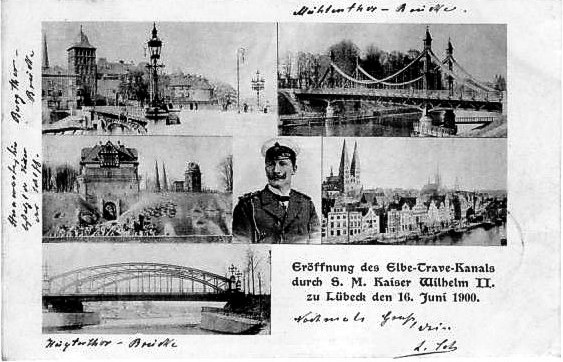
1900: Eröffnungspostkarte des Elbe-Trave-Kanals

- 1900: In Lübeck wird in Anwesenheit Kaiser Wilhelms II. der Elbe-Trave-Kanal (heute Elbe-Lübeck-Kanal) eingeweiht.
- 1935: Der französische Luxusdampfer Normandie erreicht nach vier Tagen und drei Stunden den Hafen von New York, und erringt damit das Blaue Band.
- 1963: Vom Kosmodrom im kasachischen Baikonur startet Walentina Tereschkowa mit dem Raumschiff Wostok 6 als erste Frau ins Weltall.

### Kultur
- 1816: Die Uraufführung der Operette Hans Max Giesbrecht von der Humpenburg oder Die neue Ritterzeit von Peter Joseph von Lindpaintner findet in München statt.
- 1848: Die Uraufführung der Oper L’Apparition von François Benoist erfolgt in Paris.
- 1952: In der Hugo-Galerie in New York City zeigt Andy Warhol Fifteen Drawings Based on the Writings of Truman Capote, seine erste Einzelausstellung.

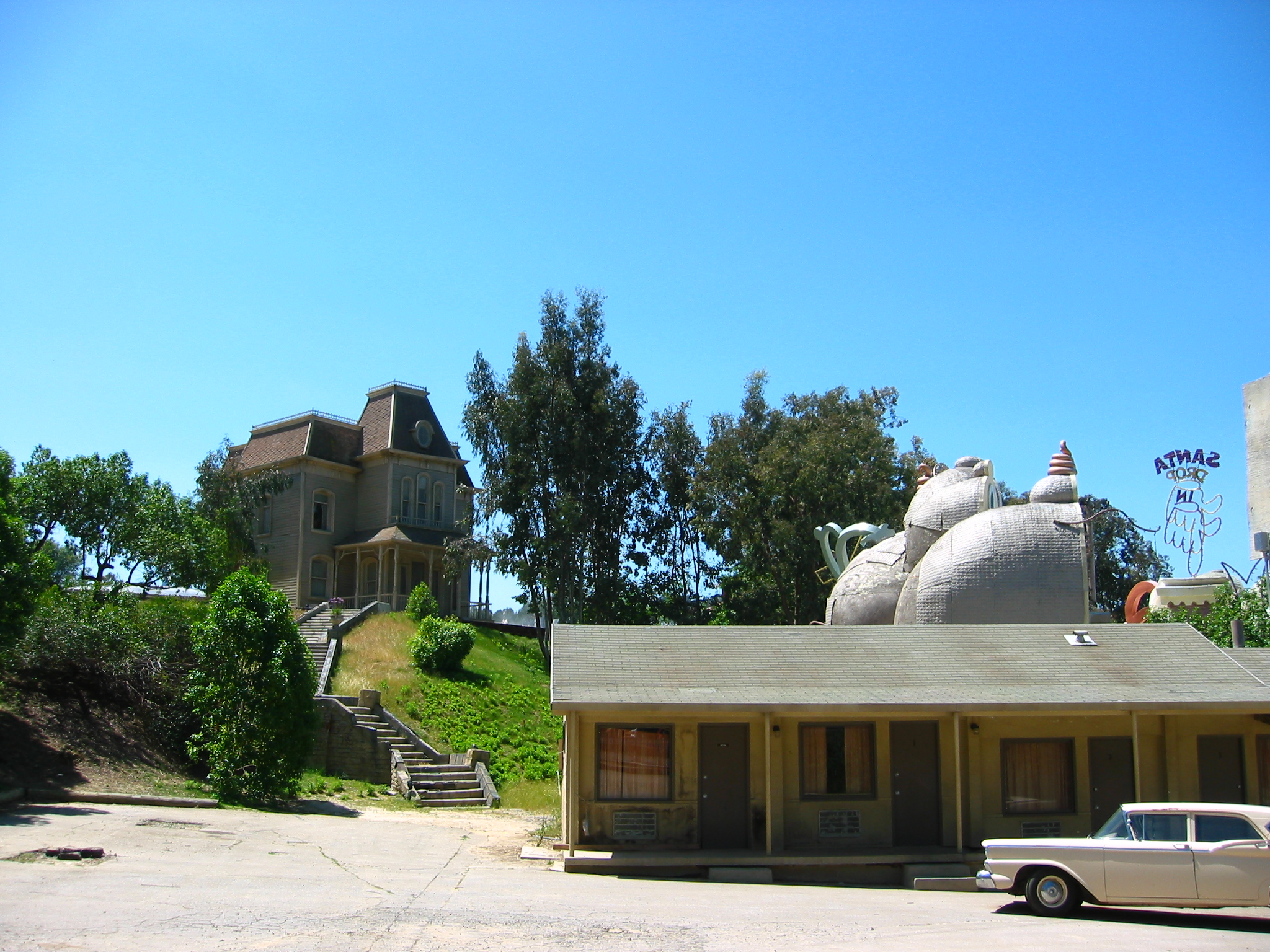
1960: Das Psycho-Haus

- 1960: In den US-amerikanischen Kinos wird der Film Psycho von Alfred Hitchcock erstmals gezeigt; die Werbekampagne sorgt für Schlangen an den Kinokassen.
- 1967: Das von John Phillips und Lou Adler organisierte, dreitägige Monterey Pop Festival beginnt. Das Festival auf dem Monterey County Fairground in Kalifornien gilt als der Höhepunkt des Summer of Love der Hippie-Bewegung und entwickelt sich zu einem der wichtigsten Konzerte der Rock-Geschichte.
- 1972: David Bowies Konzeptalbum The Rise and Fall of Ziggy Stardust and the Spiders from Mars erscheint.
- 1973: Frank N. Furter und Rocky Horror treten zum ersten Mal bei der Premiere der Rocky Horror Show, einem Musical von Richard O’Brien, im The Royal Court Theatre Upstairs in London auf.
- 1984: Im kanadischen Montreal wird das Zirkusunternehmen Cirque du Soleil gegründet. Es beschäftigt anfangs 73 Mitarbeiter und setzt sich als Ziel, sein Publikum im blau-gelben Zelt mit einem dramaturgisch ausgearbeiteten Mix aus Artistik und Straßentheater zu unterhalten.

### Gesellschaft
- 2012: Mehr als 20 Jahre nach ihrer Auszeichnung mit dem Friedensnobelpreis holt die jahrelang unter Hausarrest stehende myanmarische Politikerin Aung San Suu Kyi ihre Rede im Osloer Rathaus nach.

### Religion

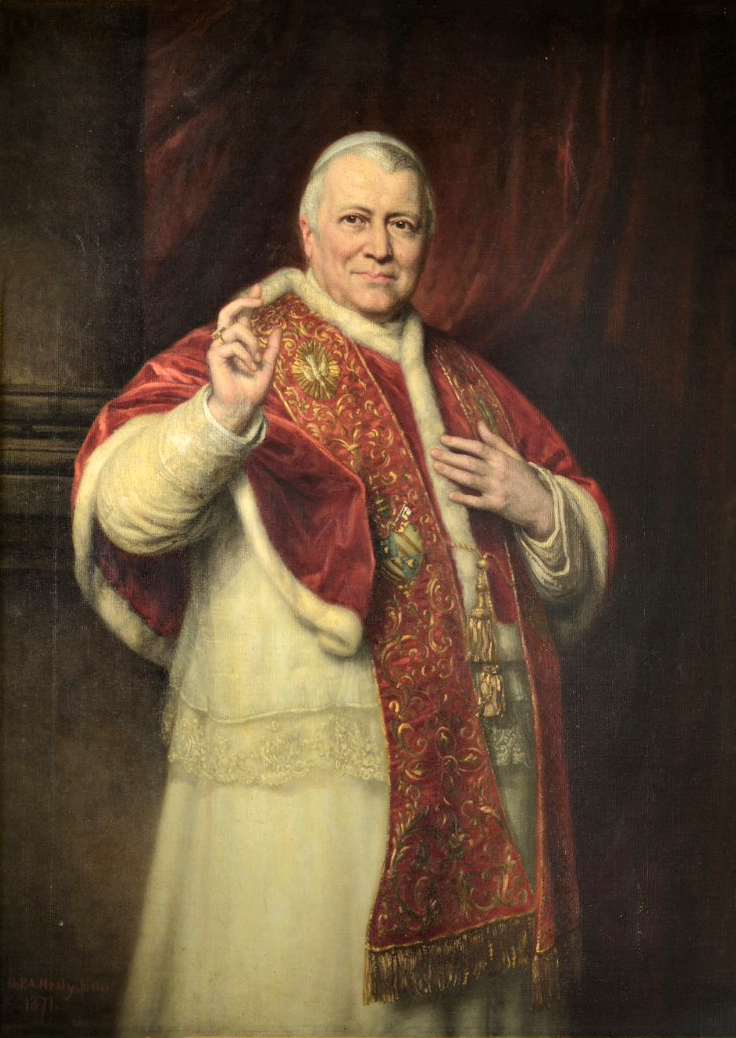
1846: Pius IX.

- 1846: Kardinal Giovanni Maria Mastai-Ferretti wird nach einem zweitägigen Konklave zum Papst gewählt und nimmt den Namen Pius IX. an. Die Wahl markiert den Beginn des längsten Pontifikats in der Geschichte des Papsttums.
- 2002: Pater Pio wird in Rom von Johannes Paul II. heiliggesprochen.

### Katastrophen
- 1896: Der britische Passagierdampfer Drummond Castle kollidiert vor der französischen Insel Ouessant in dichtem Nebel mit einem Riff und sinkt innerhalb weniger Minuten. Nur drei der 246 Passagiere und Besatzungsmitglieder überleben.
- 1966: Der Tanker Texaco Massachusetts kollidiert vor Manhattan mit dem britischen Tanker Alva Cape, beladen mit Naphtha, und löst damit eine Brandkatastrophe aus, bei der 33 Menschen ums Leben kommen.

Kleinere Unglücksfälle sind in den Unterartikeln von Katastrophe und in der Liste von Katastrophen aufgeführt.

### Natur und Umwelt
- 1494: Über die Insel Hispaniola zieht ein tropischer Sturm. Es handelt sich vermutlich um den ersten Hurrikan, der von Europäern in der westlichen Hemisphäre beobachtet wird.

### Sport
- 1860: In Coburg finden sich Sportler aus ganz Deutschland zum ersten Turnfest ein.

Logo der Fußball-WM 1954

- 1954: Die Fußball-Weltmeisterschaft in der Schweiz wird eröffnet.
- 1998: In der NHL gewinnen die Detroit Red Wings zum neunten Mal in ihrer Franchise-Geschichte den Stanley Cup. Sie besiegen im Playoff-Finale die Washington Capitals.
- 2015: Die Golden State Warriors gewinnen in den NBA Finals gegen die Cleveland Cavaliers ihren vierten NBA-Titel.

Einträge von Leichtathletik-Weltrekorden befinden sich unter der jeweiligen Disziplin unter Leichtathletik.
Einträge zu Fußballweltmeisterschaftsspielen finden sich in den Unterseiten von Fußball-Weltmeisterschaft. Das Gleiche gilt für Fußball-Europameisterschaften.

## Geboren

### Vor dem 18. Jahrhundert
- 1139: Konoe, japanischer Kaiser
- 1313: Giovanni Boccaccio, italienischer Schriftsteller, Demokrat, Dichter und Vertreter des Renaissance-Humanismus
- 1332: Isabella de Coucy, englische Prinzessin
- 1435: Johann II., schlesischer Söldnerführer des Deutschen Ordens, Herzog von Sagan
- 1479: Bogdan III., Woiwode des Fürstentums Moldau
- 1481: Rudolf von Baden, Prinz von Baden und Domherr in Mainz, Köln, Straßburg und Augsburg
- 1489: Sibylle von Bayern, Kurfürstin von der Pfalz
- 1514: John Cheke, englischer Gelehrter und Staatsmann

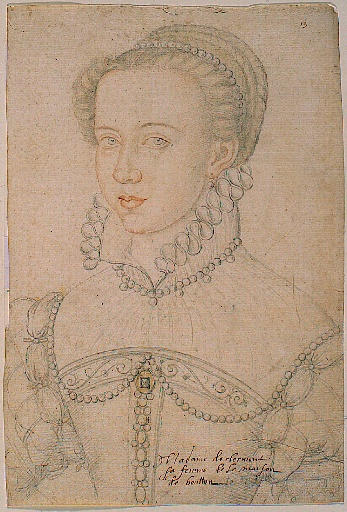
Diane de La Marck (* 1544)

- 1544: Diane de La Marck, französische Adlige
- 1550: Marie Eleonore von Jülich-Kleve-Berg, Herzogin von Preußen
- 1561: Oswald III. von dem Bergh, Offizier in generalstaatischen und spanischen Diensten während des Achtzigjährigen Krieges
- 1573: Caspar Pezel, deutscher Jurist, Archivar und Bibliothekar
- 1573: Andries de Witt, amtierender Ratspensionär von Holland
- 1583: Axel Oxenstierna, schwedischer Kanzler
- 1584: Maria von Österreich, Erzherzogin aus dem Hause Habsburg
- 1591: Joseph Salomo Delmedigo, griechischer Arzt, Astronom und Mathematiker, Philosoph und Rabbiner
- 1597: Gottschalk von Wickede, Bürgermeister von Lübeck
- 1633: Jean de Thévenot, französischer Asien-Reisender, Sprachwissenschaftler und Botaniker
- 1644: Henrietta Anne Stuart, französische Herzogin
- 1671: Johann Christoph Bach, deutscher Organist
- 1699: Alamgir II., Großmogul von Indien
- 1700: Pietro Bracci, italienischer Bildhauer

### 18. Jahrhundert
- 1713: Meshech Weare, US-amerikanischer Politiker
- 1718: Thomas Chippendale (Taufdatum), britischer Kunsttischler

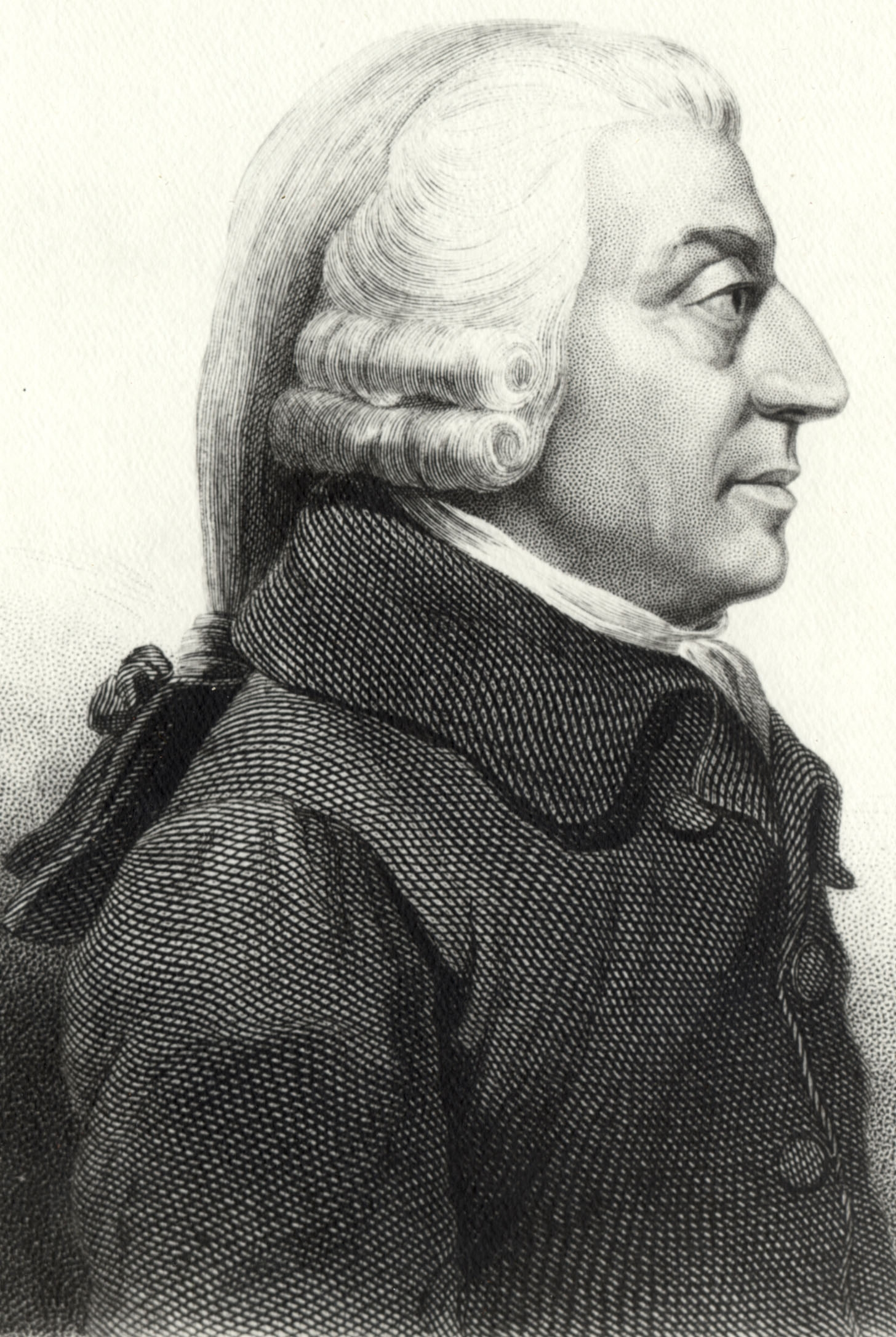
Adam Smith (* 1723)

- 1723: Iyasu II., Negus negest von Äthiopien
- 1723: Adam Smith (Taufdatum), britischer Philosoph und Ökonom
- 1745: Sigmund Freudenberger, Schweizer Maler
- 1745: Friedrich Ludwig von Rochow, preußischer Kammerherr und Gutsbesitzer
- 1749: Gottlieb Conrad Christian Storr, deutscher Chemiker und Naturforscher
- 1752: Salawat Julajew, baschkirischer Freiheitskämpfer und Dichter, Nationalheld
- 1762: Carl Christian Agthe, deutscher Komponist und Organist
- 1762: Giuseppe Bernardino Bison, italienischer Maler des Klassizismus
- 1779: Johann Baptist Bach, österreichischer Jurist
- 1779: Samuel D. Ingham, US-amerikanischer Politiker
- 1780: Christian Gottlieb Kühn, deutscher Bildhauer

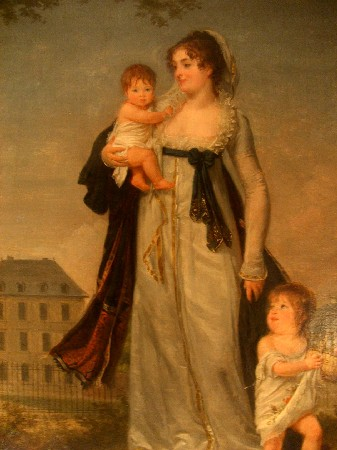
Aimée Davout (* 1782)

- 1782: Aimée Davout, Ehefrau von Louis-Nicolas Davout und Schwester von Charles Victoire Emmanuel Leclerc
- 1783: Donald McKenzie, schottisch-kanadischer Entdecker
- 1784: Benedictus Gotthelf Teubner, deutscher Buchhändler und Verlagsgründer
- 1785: Johann Christian Friedrich Gutkaes sen., deutscher königlicher Kleinuhrmacher (Taschenuhren)
- 1792: Johann Jakob Füssli, Schweizer evangelischer Geistlicher
- 1792: Francis Johnson, US-amerikanischer Komponist und Musiker
- 1792: Thomas Livingstone Mitchell, britischer Forscher
- 1793: Maria Salesia Chappuis, schweizerische Nonne

### 19. Jahrhundert

#### 1801–1850
- 1801: Julius Plücker, deutscher Mathematiker und Physiker
- 1803: Alois von Anreiter, österreichischer Miniaturmaler
- 1807: Thiệu Trị, dritter Kaiser der vietnamesischen Nguyễn-Dynastie
- 1809: Andreas Fortner, böhmischer Silberschmied, Maler, Lithograf und Ziseleur
- 1811: Laurenz Lersch, deutscher Altphilologe
- 1813: Oskar von Arnim-Kröchlendorff, deutscher Politiker
- 1813: Otto Jahn, deutscher Altphilologe, Archäologe und Musikwissenschaftler
- 1822: Johan Fredrik Eckersberg, norwegischer Maler der Nationalromantik
- 1825: Albert Lang, deutscher Orgelbauer

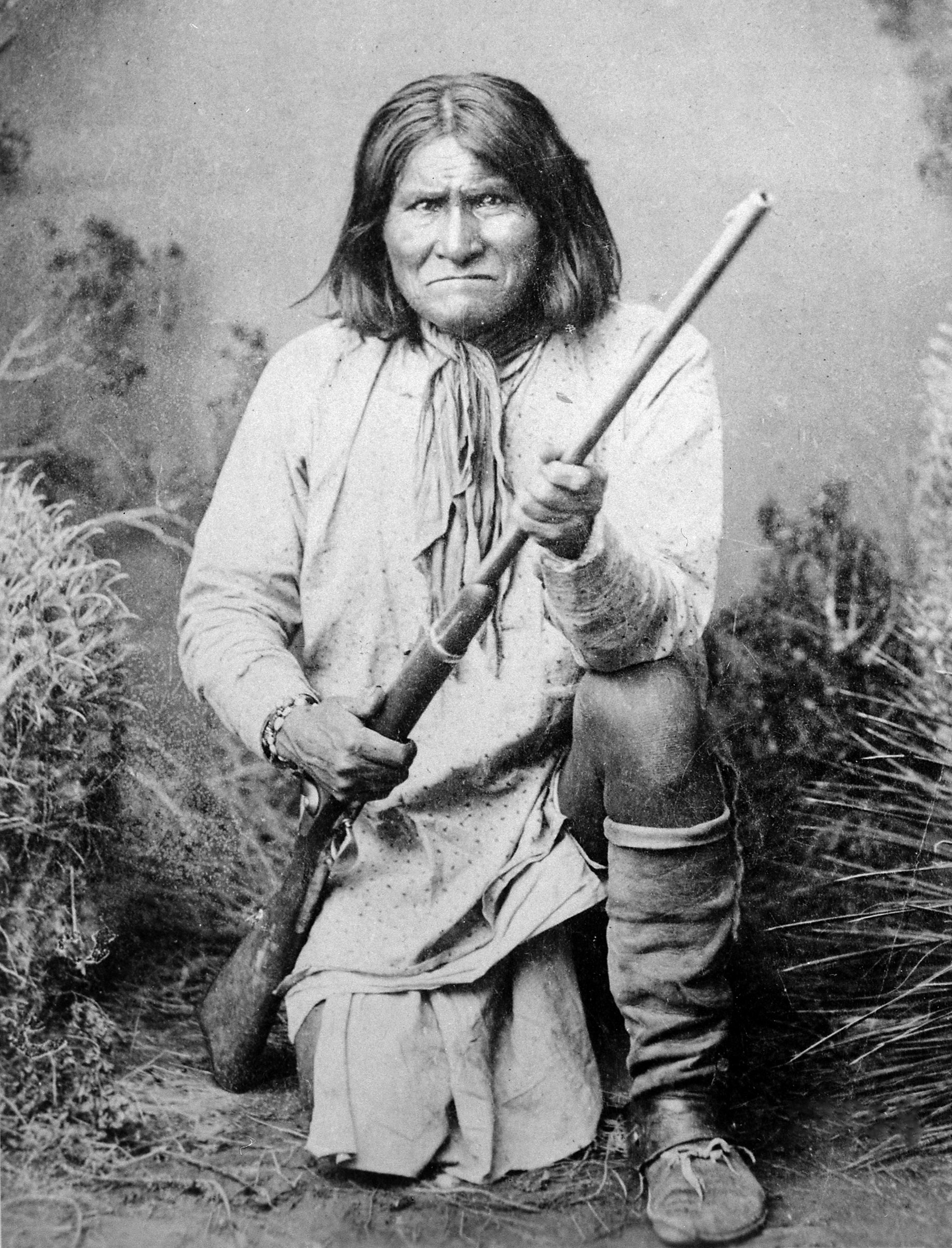
Geronimo (* 1829)

- 1829: Geronimo, Kriegshäuptling und Schamane der Bedonkohe-Apachen
- 1837: Christian Friedrich von Arnstedt, deutscher Landrat und Gutsbesitzer
- 1837: Ernst Laas, deutscher Pädagoge und Philosoph
- 1838: Otto Galama Houtrouw, deutscher reformierter Theologe und Heimatforscher
- 1839: Adolf Breymann, deutscher Bildhauer
- 1840: Ernst Otto Schlick, deutscher Schiffbau-Ingenieur

#### 1851–1900
- 1851: Georg Jellinek, deutsch-österreichischer Staatsrechtler und Rechtssoziologe
- 1851: Hermann Schmidt, deutscher Jurist und Oberbürgermeister von Erfurt
- 1853: Hermann Aust, deutscher Unternehmer
- 1853: Emil Sjögren, schwedischer Komponist und Pianist
- 1854: Hugo Thimig, deutscher Schauspieler und Regisseur in Österreich
- 1856: Gustav Denhardt, deutscher Afrikaforscher
- 1857: Arthur Arz von Straußenburg, österreichisch-ungarischer Berufsoffizier

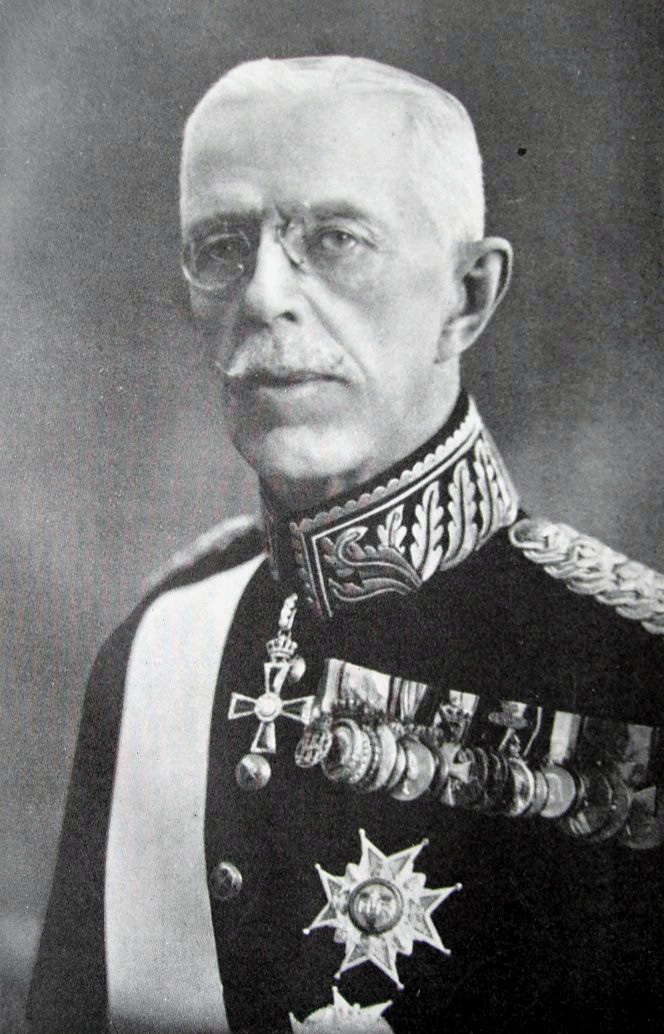
Gustav V. (* 1858)

- 1858: Gustav V., König von Schweden
- 1858: John Peter Russell, australischer Maler, der „verlorene Impressionist“
- 1859: Paja Jovanović, serbisch-österreichischer Maler
- 1863: Emil Göttisheim, Schweizer Jurist und Politiker

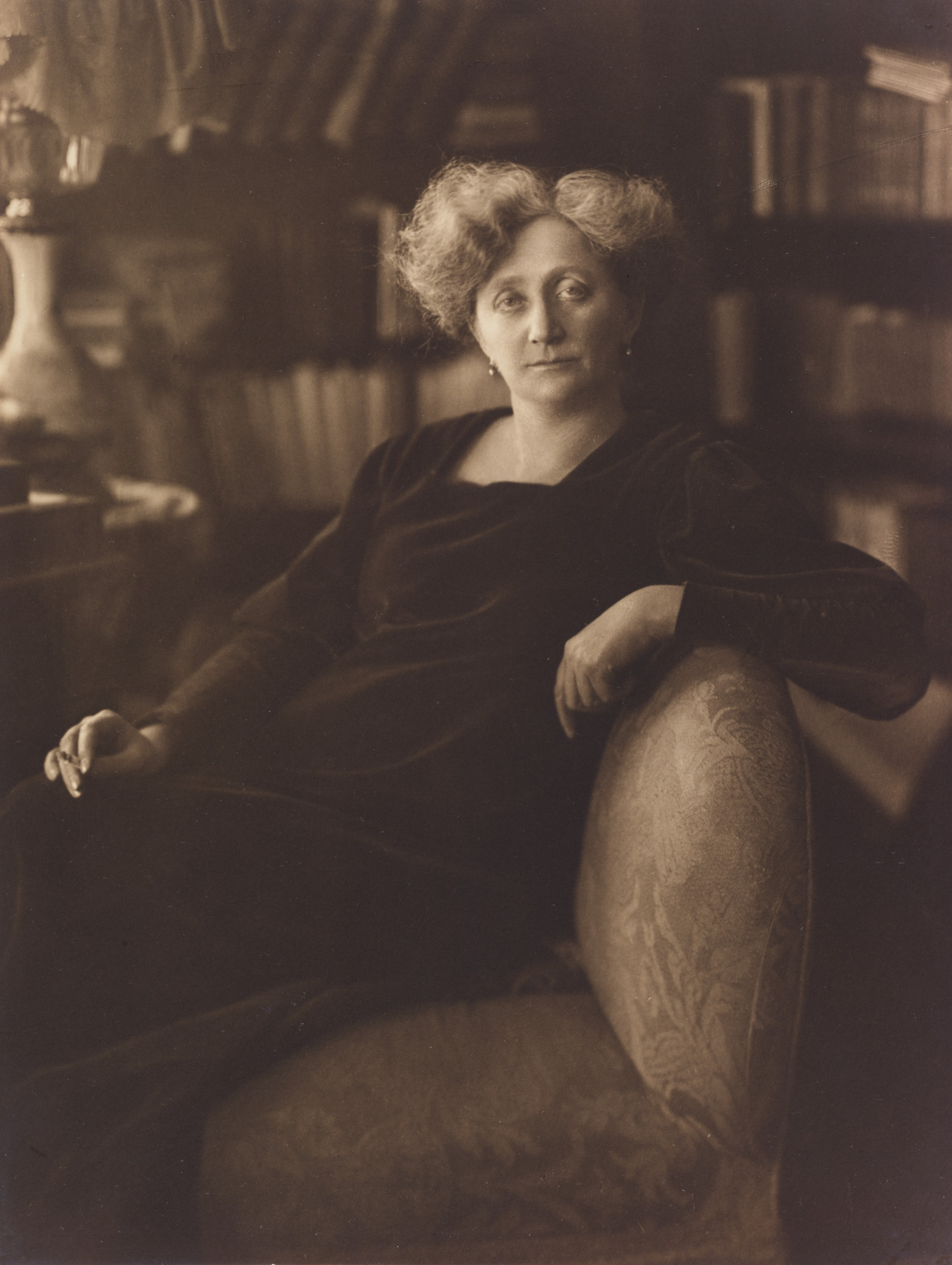
Carry Brachvogel (* 1864)

- 1863: Paul Vidal, französischer Komponist
- 1864: Carry Brachvogel, deutsche Schriftstellerin, Opfer des Holocaust

Margaret Benson (* 1865)

- 1865: Margaret Benson, britische Archäologin
- 1865: Bernard Berenson, US-amerikanischer Kunsthistoriker, Kunstsammler und Schriftsteller
- 1869: George Waring Stebbins, US-amerikanischer Organist und Komponist
- 1870: Levegh, französischer Automobilrennfahrer

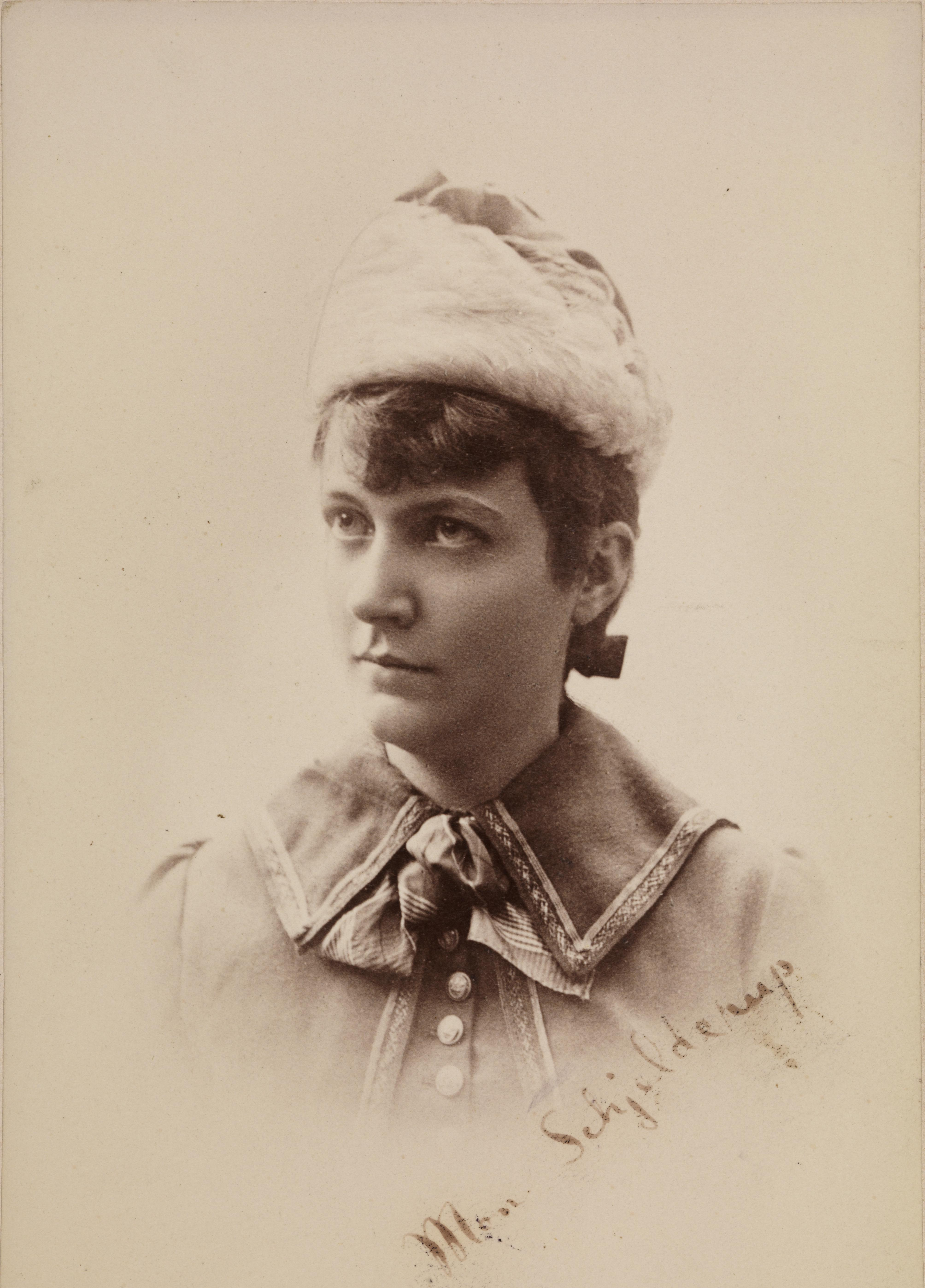
Mon Schjelderup (* 1870)

- 1870: Mon Schjelderup, norwegische Komponistin und Pianistin
- 1872: Hermann Hiltl, österreichischer Offizier, Anführer der Frontkämpfervereinigung Deutsch-Österreichs
- 1873: Karl von Müller, deutscher Marineoffizier, Kommandant des Kleinen Kreuzers SMS Emden
- 1874: Gustav Amweg, Schweizer Autor und Lehrer
- 1874: Eugène Deschenaux, Schweizer Jurist und Politiker

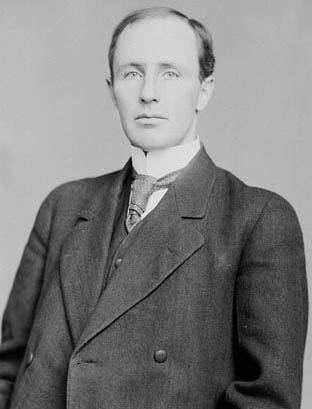
Arthur Meighen (* 1874)

- 1874: Arthur Meighen, kanadischer Politiker
- 1874: František Neumann, tschechischer Komponist, Dirigent und Musikpädagoge
- 1876: Gustav Schuft, deutscher Turner
- 1877: Karel Absolon, tschechischer Archäologe und Speläologe
- 1877: Enrico Canfari, italienischer Fußballspieler und -funktionär
- 1880: Alice Bailey, britische Schriftstellerin
- 1881: Dora Bromberger, deutsche Malerin, Holocaustopfer
- 1881: Natalja Sergejewna Gontscharowa, russisch-französische Malerin
- 1882: Norah Neilson Gray, schottische Porträtmalerin
- 1885: Benno König, deutscher Luftfahrtpionier
- 1885ː Lilly Reich, deutsche Designerin und Innenarchitektin
- 1886: Fernand Bachmann, französischer Automobilrennfahrer
- 1886: Carl Eichhorn, deutscher Ruderer
- 1888: Alfred Wilhelm Arnold, deutscher Politiker
- 1888: Jack Eaton, US-amerikanischer Filmproduzent und -regisseur
- 1888: Alexander Alexandrowitsch Friedmann, russischer Physiker und Mathematiker

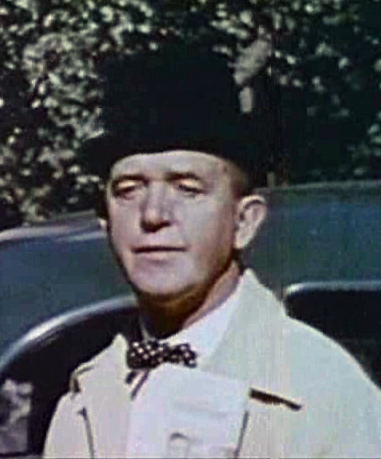
Stan Laurel (* 1890)

- 1890: Stan Laurel, britischer Komiker und Filmschauspieler
- 1892: Juan Francisco García, dominikanischer Komponist
- 1892: Axel de Vries, deutscher Politiker und Journalist, MdB
- 1893: Ernst Mengin, deutscher Philologe und Theologe
- 1894: Luigi Arcangeli, italienischer Motorrad- und Automobilrennfahrer
- 1894: Just-Émile Vernet, französischer Automobilrennfahrer und Rennwagenkonstrukteur
- 1895: Alojzy Adamczyk, polnischer Widerstandskämpfer
- 1896: Karl Rüdiger, deutscher Politiker, MdB
- 1896: Walter Schwabedissen, deutscher General
- 1896ː Lilly Wolff, deutsche Lehrerin und Opfer des Holocaust
- 1897: Elaine Hammerstein, US-amerikanische Schauspielerin
- 1897: Adelbert Mühlschlegel, deutscher Bahai
- 1897: Georg Wittig, deutscher Chemiker, Nobelpreisträger
- 1900: Jenő Gaál, ungarischer Komponist

### 20. Jahrhundert

#### 1901–1925
- 1901: Conrad Beck, Schweizer Komponist
- 1901: Otto Waffenschmied, österreichischer Illustrator und Comiczeichner

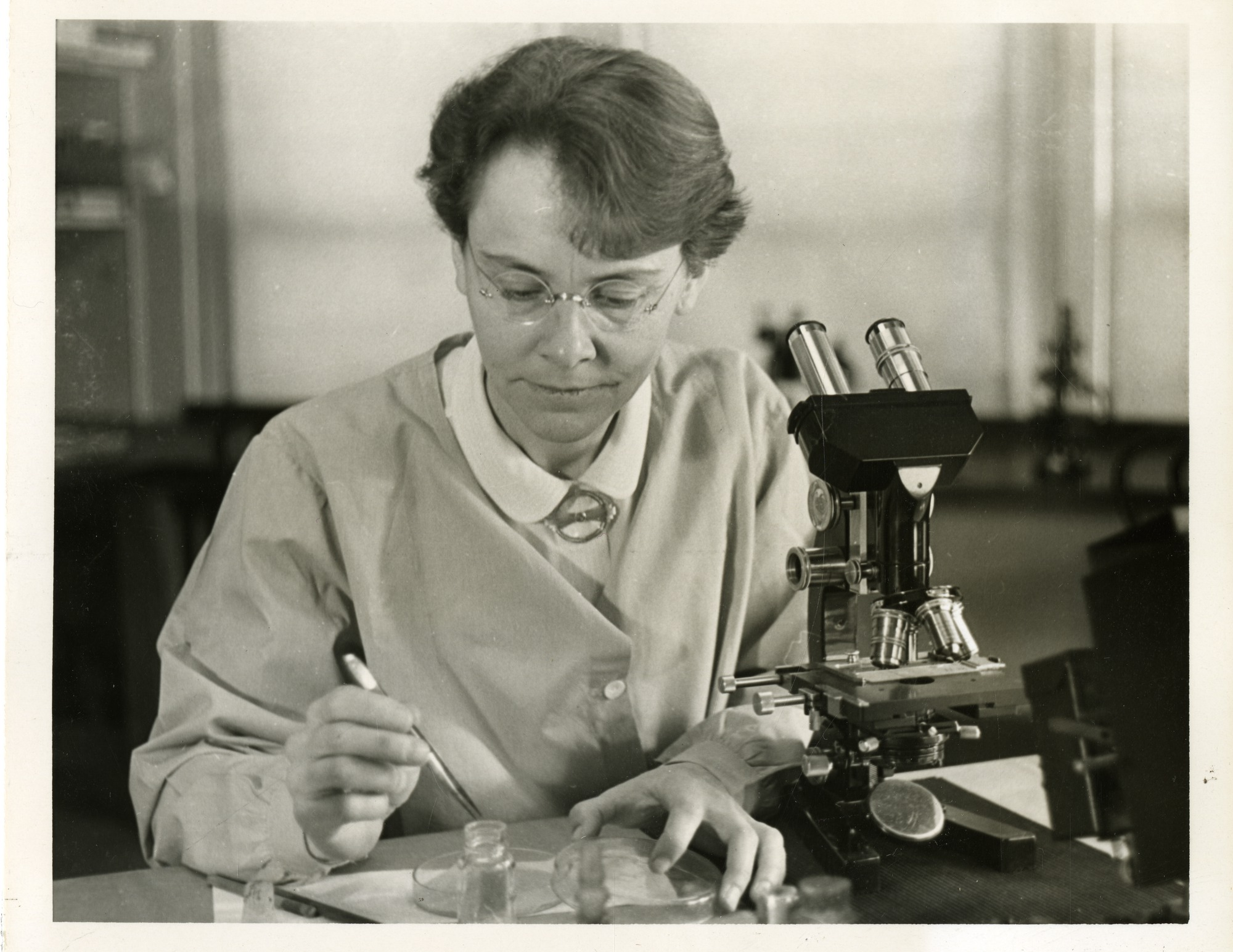
Barbara McClintock (* 1902)

- 1902: Barbara McClintock, US-amerikanische Genetikerin, Nobelpreisträgerin
- 1902: George Gaylord Simpson, US-amerikanischer Biologe, Zoologe und Paläontologe
- 1904: Paul Grupp, deutscher Kameramann
- 1905: Elsbeth von Ameln, deutsche Juristin und Strafverteidigerin
- 1905: Leslie Denison, britischer Schauspieler
- 1905: Walter Glaß, deutscher Nordischer Kombinierer
- 1907: Jack Albertson, US-amerikanischer Schauspieler und Tänzer
- 1908: Johannes Härtel, deutscher Generalmajor des Heeres der Bundeswehr
- 1908: Hans Jakob, deutscher Fußballspieler
- 1908: Sarit Thanarat, thailändischer General und Politiker, Premierminister
- 1909: Werner Naumann, deutscher Nationalsozialist, Staatssekretär im Reichsministerium
- 1909: Willi Boskovsky, österreichischer Geiger und Dirigent
- 1910: Richard Barrer, neuseeländischer Chemiker
- 1911: Georg Meistermann, deutscher Maler
- 1911: Willibald Schmaus, deutscher und österreichischer Fußballspieler
- 1911: Phyllis Sellick, britische Pianistin und Musikpädagogin

Olga Iwinskaja (* 1912)

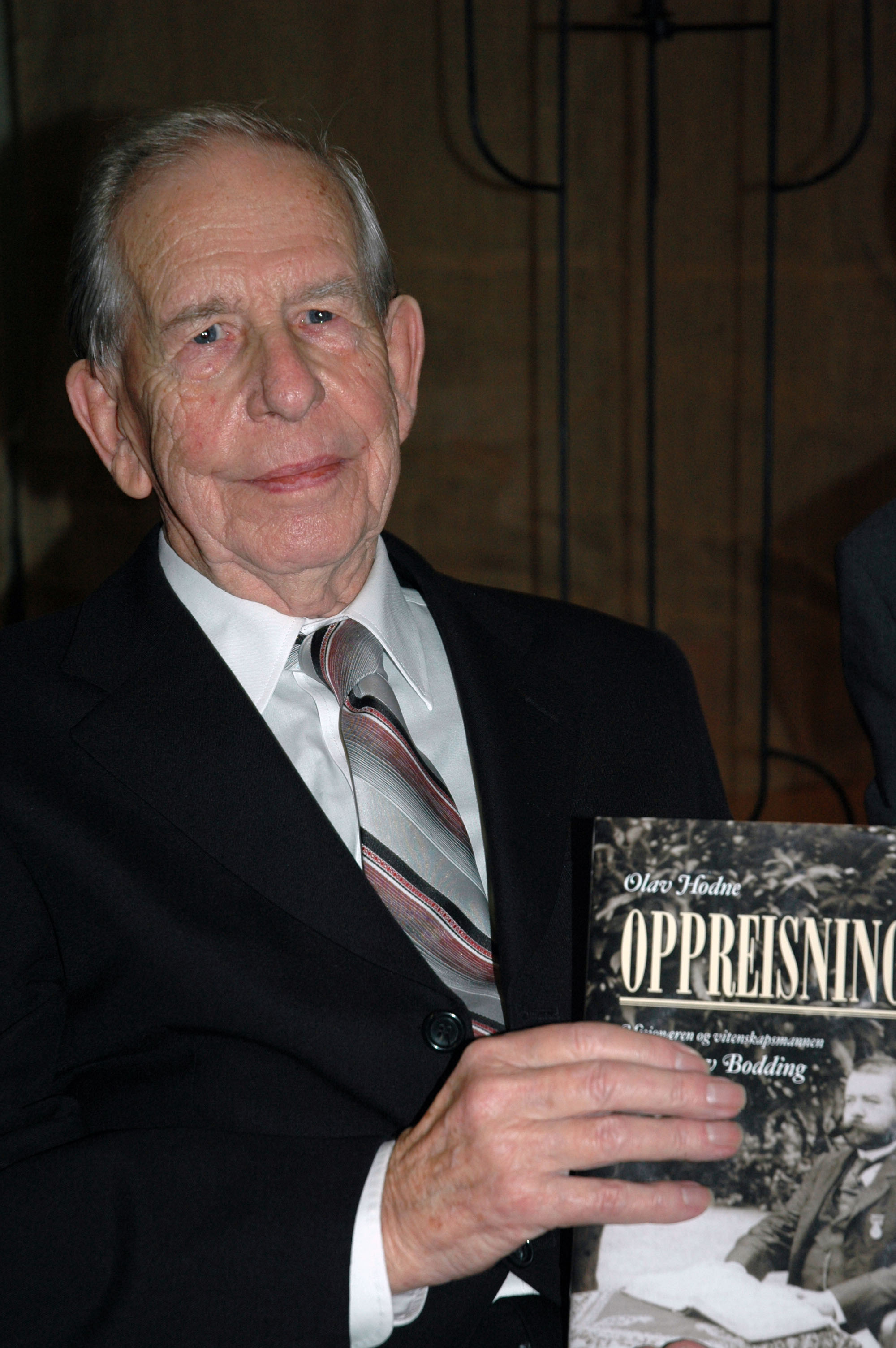
Olav Hodne (* 1921)

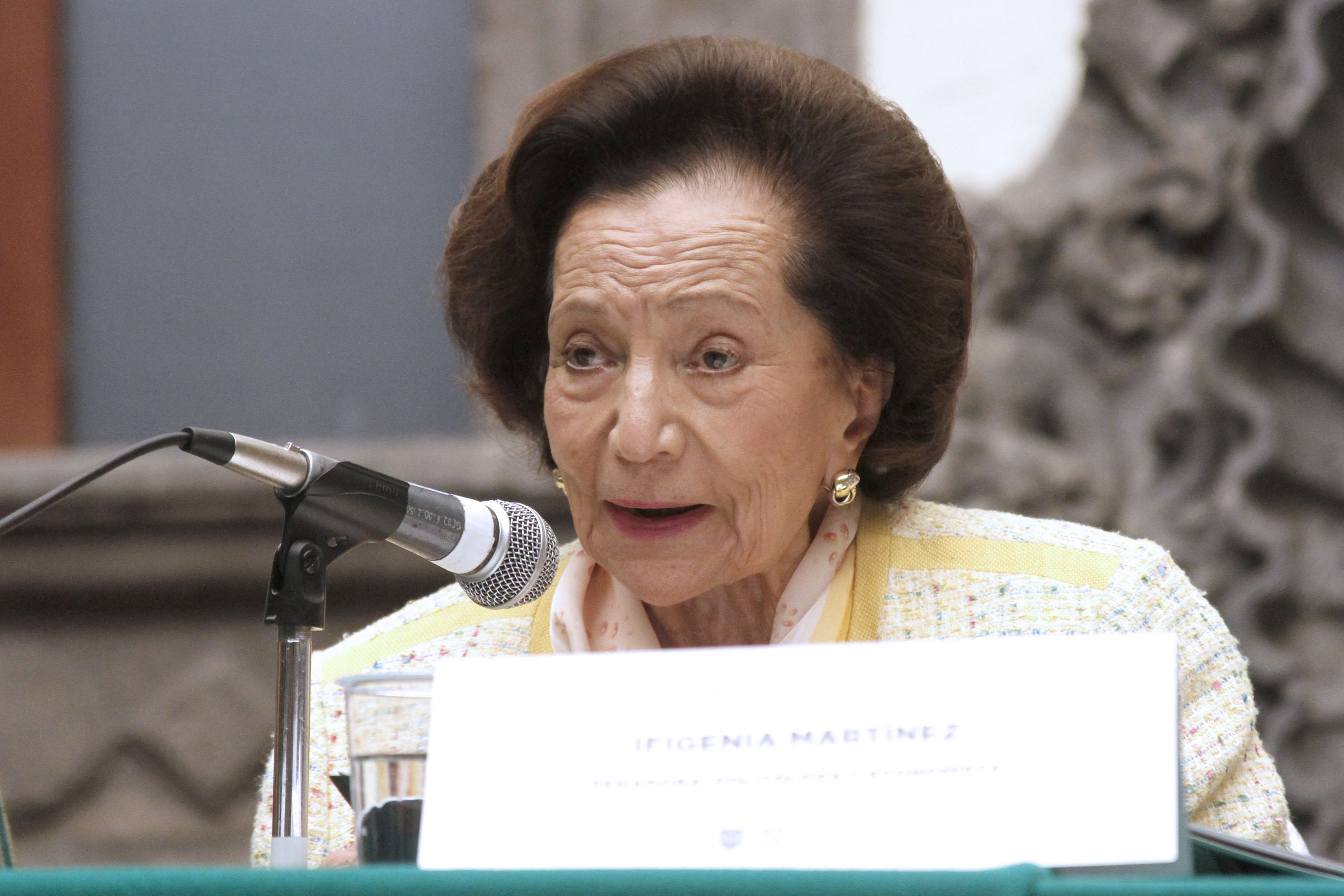
Ifigenia Martínez (* 1925)

- 1912: Olga Wsewolodowna Iwinskaja, russische Künstlermuse, Geliebte und Inspiration von Boris Pasternak
- 1912: Enoch Powell, britischer Altphilologe und konservativer Politiker
- 1914: Colette Maze, französische Pianistin (1914–2023)
- 1915: Marga Faulstich, deutsche Glaschemikerin
- 1915: Alberto Rey, chilenischer Harfenist
- 1915: John Wilder Tukey, US-amerikanischer Statistiker
- 1916: Ebenezer Ako-Adjei, ghanaischer Politiker, Rechtsanwalt, Verleger und Journalist
- 1917: Aurelio Lampredi, italienischer Konstrukteur von Automobil- und Flugzeugmotoren
- 1917: Pawel Alexandrowitsch Solowjow, sowjetischer Triebwerkskonstrukteur
- 1918: Josefa Kröger, deutsche Kanutin
- 1919: Anna Wimschneider, deutsche Bäuerin und Schriftstellerin
- 1920: Gustav Adolf Baumm, deutscher Grafiker, Motorradkonstrukteur und -rennfahrer
- 1920: Lilianna Sinowjewna Lungina, sowjetische Literaturübersetzerin
- 1921: Olav Hodne, norwegischer Missionar und Autor
- 1921: Gustav Just, deutscher Journalist in der DDR
- 1922: Irma Tübler, deutsche Politikerin, MdB
- 1923: Henryk Czyż, polnischer Komponist, Dirigent und Musikpädagoge
- 1923: Åke Hermanson, schwedischer Komponist
- 1923: Wilhelm Mayrhofer, österreichischer Politiker
- 1924: Faith Domergue, US-amerikanische Schauspielerin
- 1924: Adam Hanuszkiewicz, polnischer Theaterregisseur
- 1924: Freimut Stein, deutscher Psychologe und Eiskunstläufer
- 1925: Bebe Barron, US-amerikanische Filmmusik-Komponistin
- 1925ː Lucia Dlugoszewski, amerikanische Komponistin und Interpretin
- 1925: Charlotte Kossuth, deutsche Übersetzerin und Lektorin
- 1925: Ifigenia Martínez y Hernández, mexikanische Politikerin
- 1925: Otto Muehl, österreichischer Aktionskünstler

#### 1926–1950
- 1926: Efraín Ríos Montt, guatemaltekischer Politiker
- 1927: Charles Jarrott, britisch-kanadischer Regisseur und Drehbuchautor
- 1927: Herbert Lichtenfeld, deutscher Drehbuchautor
- 1928: Annie Cordy, belgische Schauspielerin und Sängerin
- 1928: John Cuneo, australischer Regattasegler
- 1928: Dagmar Rom, österreichische Skirennläuferin
- 1928: Ernst Stankovski, österreichischer Schauspieler, Chansonnier und Quizmaster
- 1930: Michel Poberejsky, französischer Automobilrennfahrer

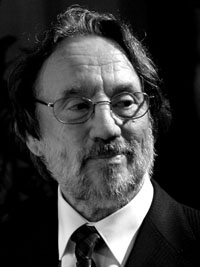
Vilmos Zsigmond (* 1930)

- 1930: Vilmos Zsigmond, ungarisch-US-amerikanischer Kameramann
- 1931: Ivo Petrić, slowenischer Komponist und Dirigent
- 1931: Francesca Schinzinger, deutsche Historikerin
- 1932: Elfriede Gerstl, österreichische Schriftstellerin
- 1932: Peter Stoltzenberg, deutscher Theaterregisseur
- 1933: Henry van Lyck, deutscher Schauspieler
- 1933: George McCormick, US-amerikanischer Country-Musiker
- 1933: Elisabeth Verlooy, belgische Sängerin

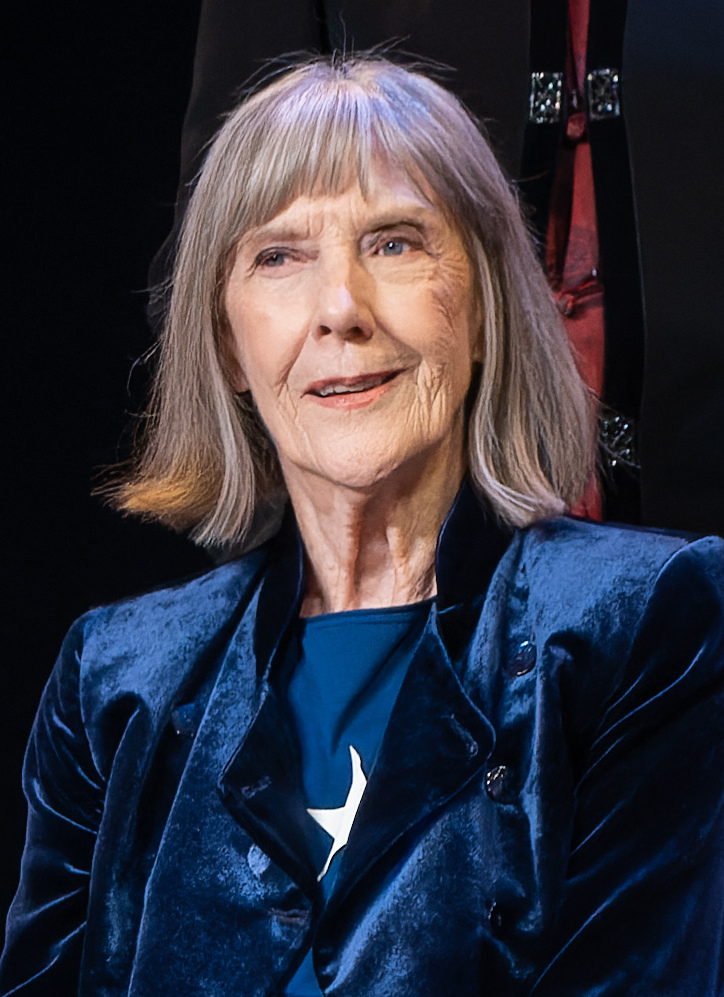
Eileen Atkins (* 1934)

- 1934: Eileen Atkins, britische Schauspielerin
- 1935: James Bolam, britischer Film- und Theaterschauspieler
- 1936: Lincoln Almond, US-amerikanischer Politiker
- 1936: Anthony Olubunmi Okogie, Erzbischof von Lagos (Nigeria)
- 1937: Hannelore Mensch, Ministerin für Arbeit und Löhne der DDR
- 1937: Simeon Sakskoburggotski, bulgarischer Politiker

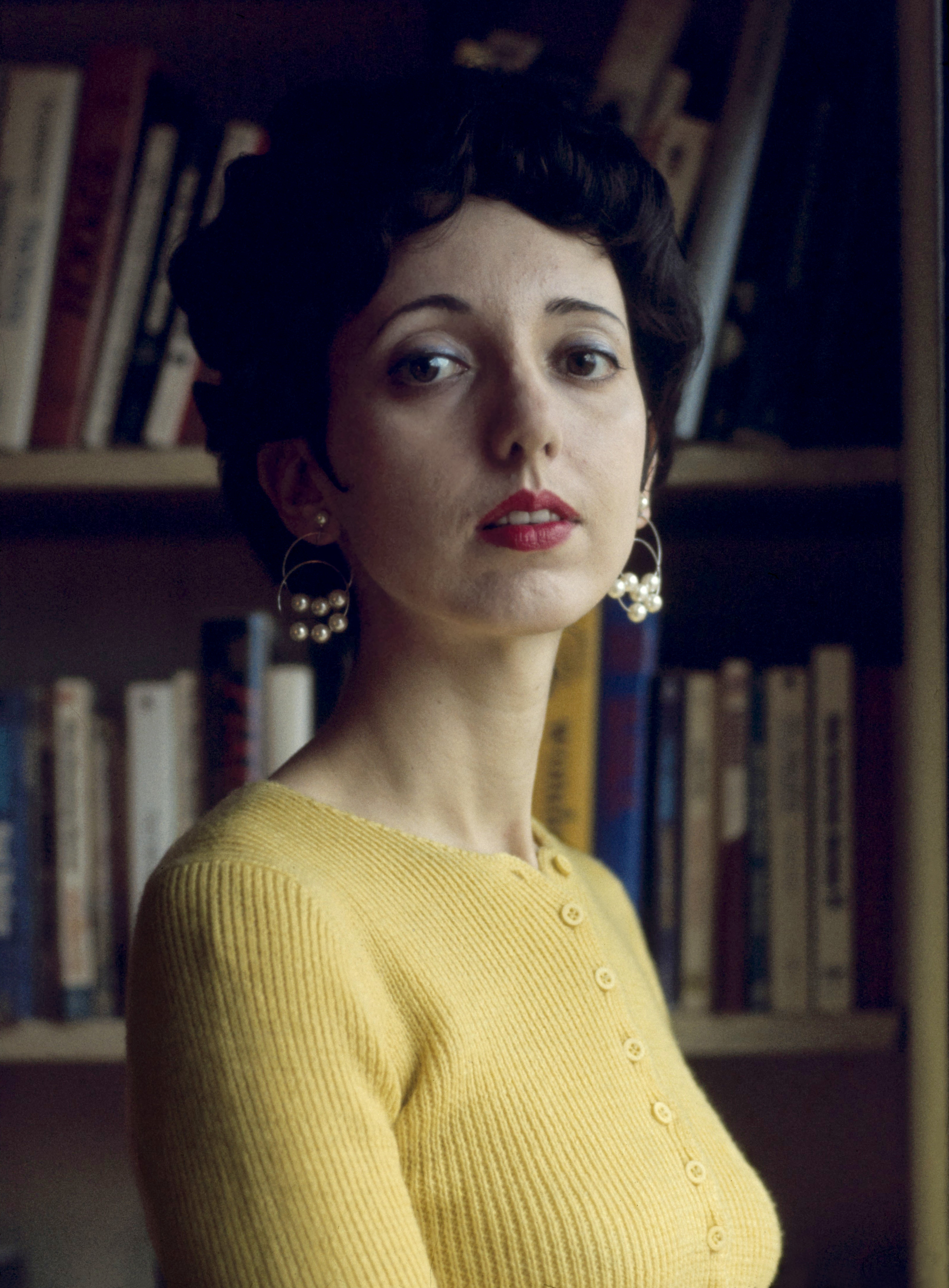
Joyce Carol Oates (* 1938)

- 1938: Joyce Carol Oates, US-amerikanische Schriftstellerin
- 1938: Hannelore Trabert, deutsche Leichtathletin
- 1939: Albert Dailey, US-amerikanischer Jazzpianist
- 1939: Heinz Tesar, österreichischer Architekt
- 1939: Billy Craddock, US-amerikanischer Country- und Rock’-n’-Roll-Musiker
- 1939: Rico Steinemann, Schweizer Journalist, Porsche-Rennleiter und Automobilrennfahrer
- 1940: Neil Goldschmidt, US-amerikanischer Politiker
- 1940: Petr Kaplan, tschechischer Rocksänger und -gitarrist
- 1941: Dietrich von Gumppenberg, deutscher Politiker und Unternehmer, MdL
- 1941: Micaëla Kreißler, deutsche Schauspielerin

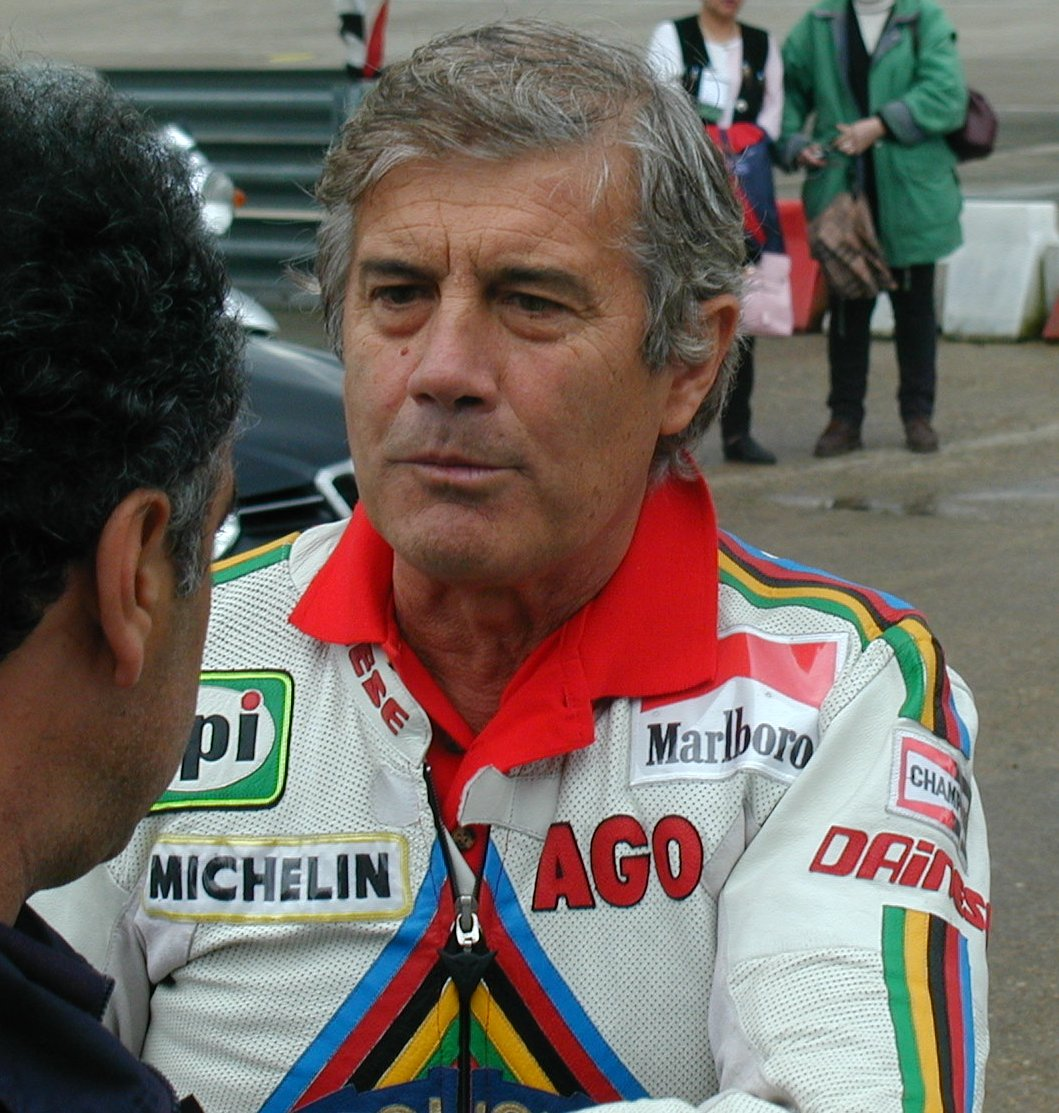
Giacomo Agostini (* 1942)

- 1942: Giacomo Agostini, italienischer Motorradrennfahrer
- 1942: John Rostill, britischer Musiker (The Shadows)
- 1942: Walter Schwimmer, österreichischer Politiker, Generalsekretär des Europarats
- 1942: Graham Townsend, kanadischer Fiddler, Mandolinist, Pianist und Komponist
- 1943: Hossein Ghafourizadeh, iranischer Leichtathlet
- 1943: Alfred Grimm, deutscher Objektkünstler, Maler und Zeichner
- 1943: Heiner Keupp, deutscher Sozialpsychologe und Professor
- 1943: Dagmar Lassander, deutsche Schauspielerin
- 1944: Avigdor Kahalani, israelischer Politiker
- 1944: Károly Vass, ungarischer Handballspieler
- 1945: Ivan Lins, brasilianischer Komponist, Pianist und Sänger
- 1946: Rick Adelman, US-amerikanischer Basketballspieler und -trainer
- 1946: John Astor, 3. Baron Astor of Hever, britischer Geschäftsmann und Politiker
- 1946: Milan Hurtala, tschechoslowakischer Ruderer
- 1946: Iain Matthews, britischer Sänger
- 1946: Neil MacGregor, britischer Kunsthistoriker
- 1946: M. Jodi Rell, US-amerikanische Politikerin

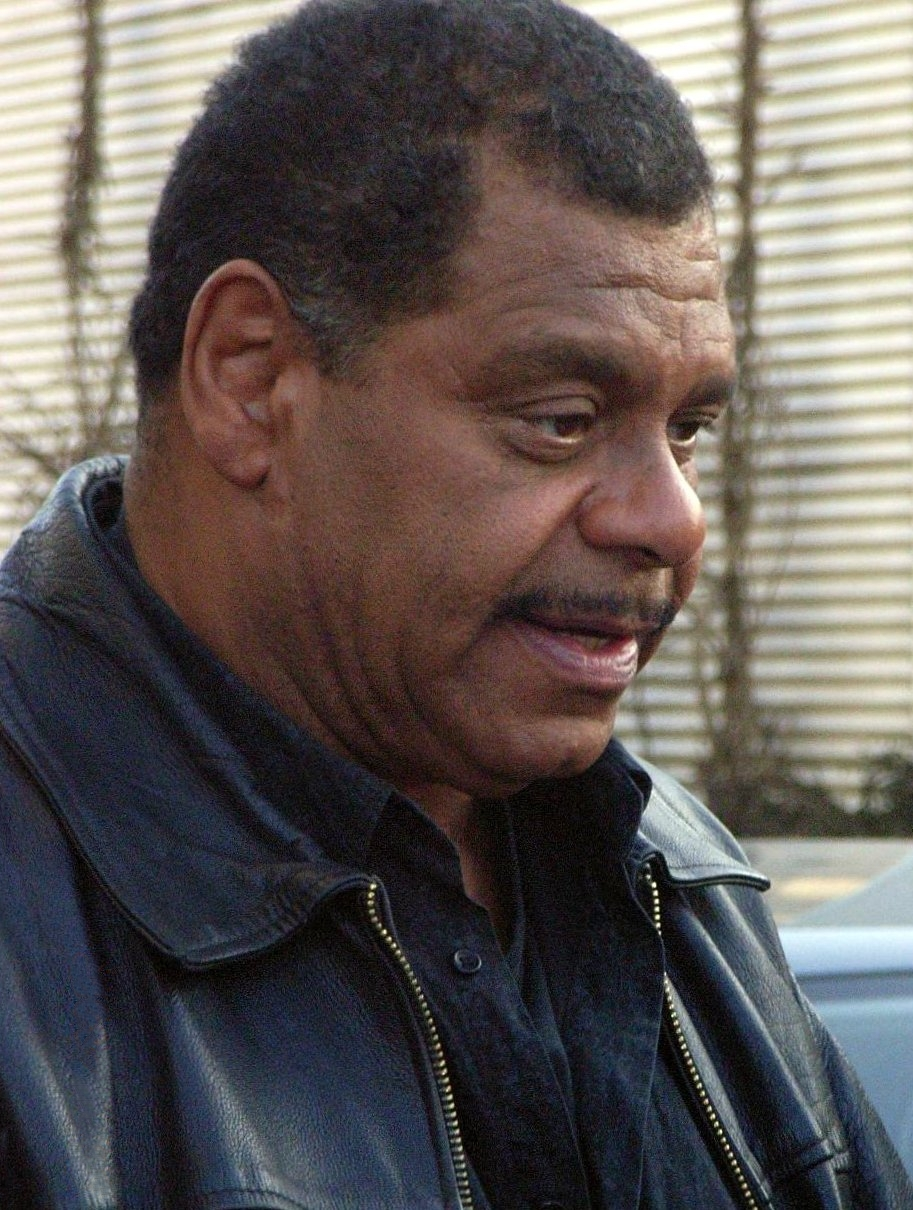
Günther Kaufmann (* 1947)

- 1947: Günther Kaufmann, deutscher Schauspieler
- 1947: -minu, Schweizer Autor, Kolumnist und Moderator, Basler Stadtoriginal
- 1947: Willy Mutunga, kenianischer Jurist, Präsident des Supreme Court of Kenya
- 1947: Jennifer Thomson, südafrikanische Mikrobiologin
- 1948: Hans-Werner Kammer, deutscher Politiker, MdB
- 1948: Klaus Kater, deutscher Handballspieler
- 1949: Jairo, argentinischer Sänger
- 1949: Geoff Pierson, US-amerikanischer Schauspieler
- 1950: Paweł Anweiler, deutscher Theologe
- 1950: Klaus Lage, deutscher Musiker
- 1950ː Anna Lo, nordirische Politikerin

#### 1951–1975
- 1951: Armin Emrich, deutscher Handballspieler und -trainer
- 1952: Gino Vannelli, kanadischer Sänger

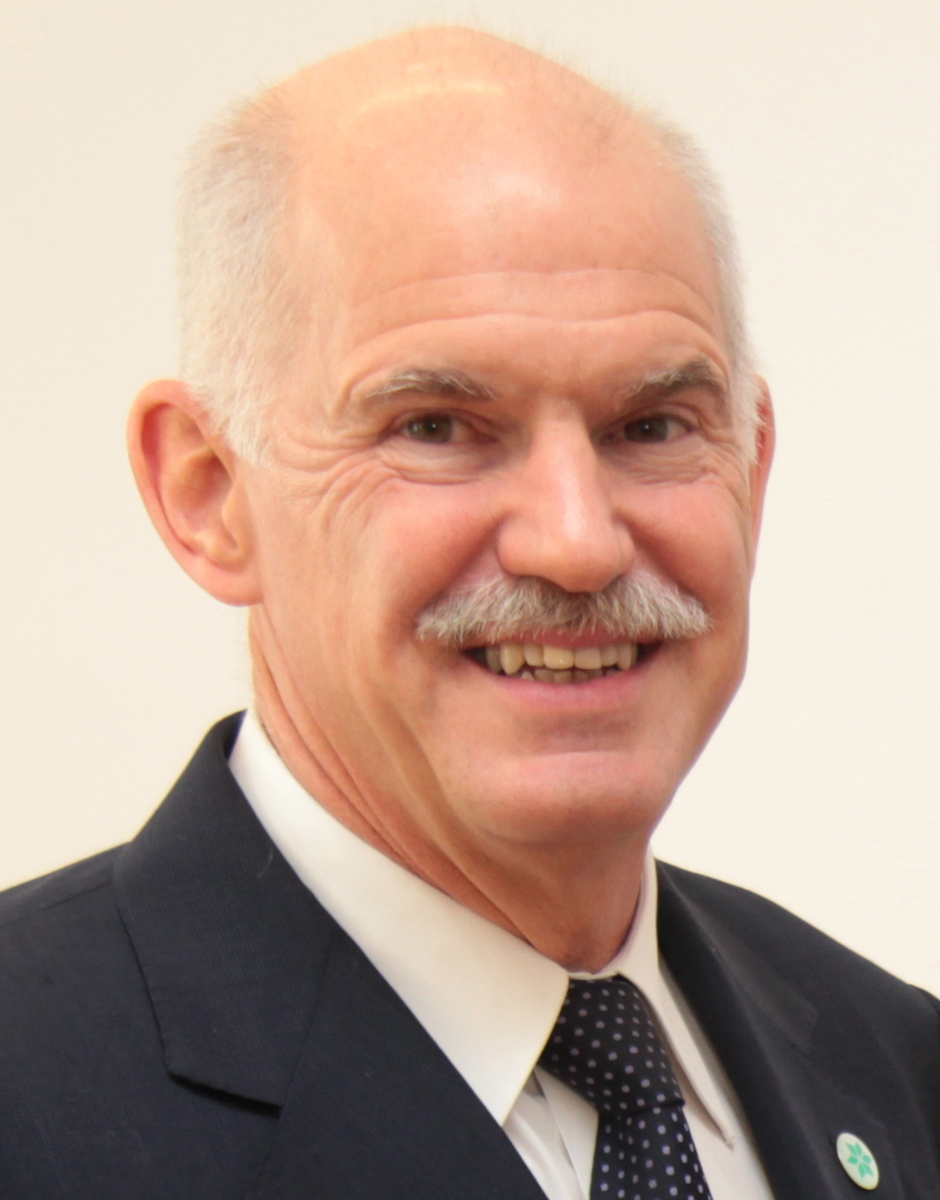
Giorgos Papandreou (* 1952)

- 1952: Giorgos A. Papandreou, griechischer Politiker, Minister, Ministerpräsident, Vorsitzender der Sozialistischen Internationale
- 1952: Alexander Gennadijewitsch Saizew, sowjetisch-russischer Eiskunstläufer, Olympiasieger
- 1953: Valerie Mahaffey, US-amerikanische Schauspielerin
- 1953: Malcolm Mortimore, britischer Schlagzeuger
- 1954: Jeffrey Shears Ashby, US-amerikanischer Astronaut
- 1955: Laurie Metcalf, US-amerikanische Schauspielerin
- 1955: Patrizio Sala, italienischer Fußballspieler und -trainer
- 1956: Renate Breuninger, deutsche Philosophin
- 1956: Mesrop Mutafyan, Erzbischof und Patriarch der Armenischen Apostolischen Kirche in Konstantinopel
- 1956: Siegfried Schuch, deutscher Naturschützer
- 1957: Clio Goldsmith, französische Schauspielerin
- 1957: Verena Rothaupt, deutsche Komponistin
- 1959: Hagen Melzer, deutscher Leichtathlet
- 1959: Susan Schubert, deutsche Sängerin
- 1960: Dirk Eberhard Kirst, deutscher Jurist
- 1960: Ferdinand Laholli, albanischer Dichter
- 1961: Can Dündar, türkischer Journalist, Dokumentarfilmer und Buchautor
- 1962: Arnold Vosloo, südafrikanisch-US-amerikanischer Schauspieler
- 1963: The Sandman, US-amerikanischer Wrestler
- 1964: Frank Baquet, deutscher Fotokünstler
- 1964: Tom Barcal, deutscher Schauspieler
- 1964: João Gomes Cravinho, portugiesischer Politiker und Diplomat
- 1964: Martin Feifel, deutscher Schauspieler
- 1964: Alice Grünfelder, schweizerisch-deutsche Schriftstellerin, Übersetzerin und Herausgeberin
- 1964: Yacin Hehrlein, deutscher Fernsehjournalist und Moderator
- 1964: Michael Lusch, deutscher Fußballspieler
- 1964: Michael Metz, deutscher Hockeyspieler
- 1964: Robin Sharma, mauritianisch-kanadischer Autor, Philanthrop, Vortragsredner, Trainer und Anwalt
- 1964: Zipflo Weinrich, österreichischer Fußballspieler, Violinist, Komiker und Schauspieler

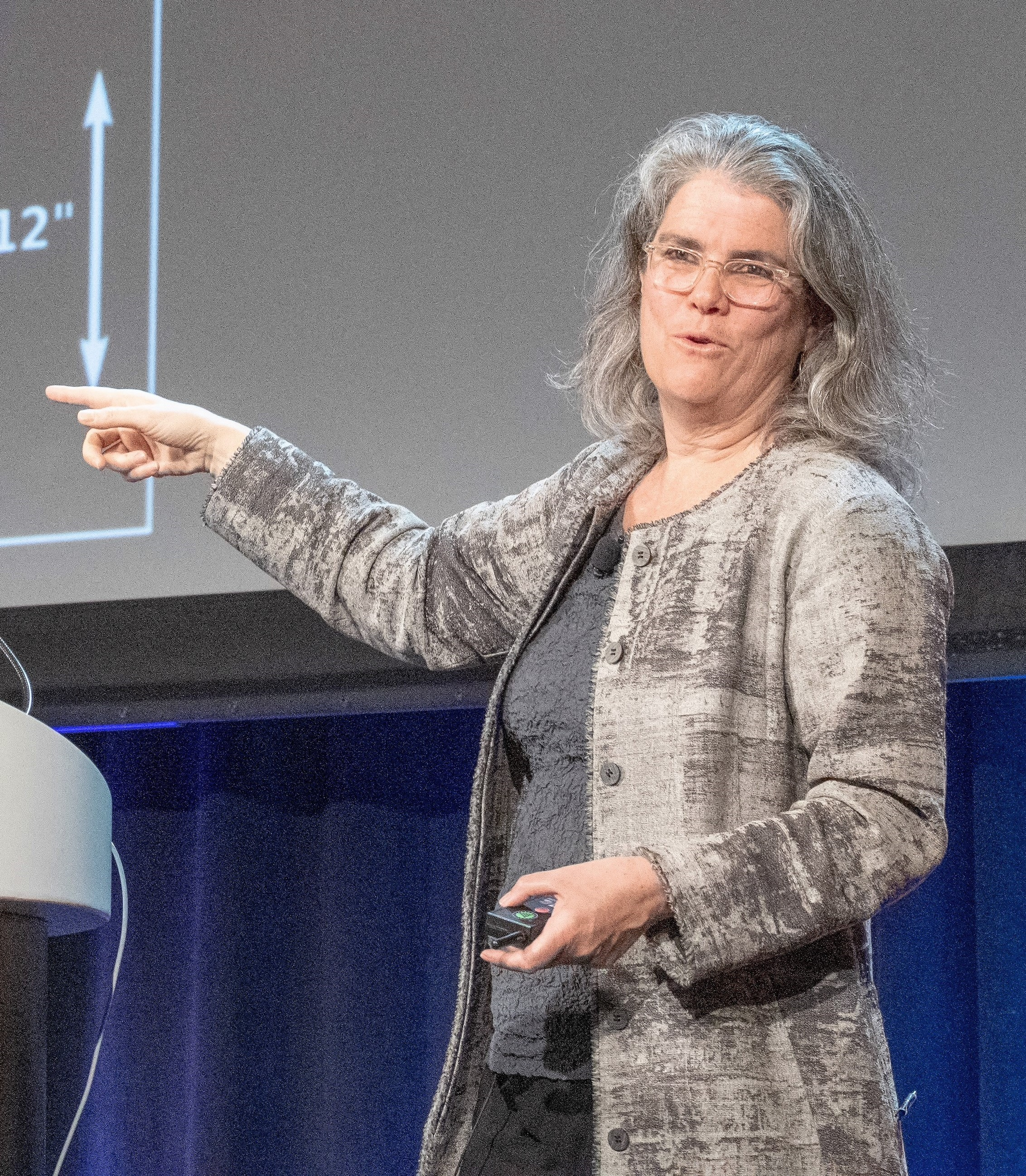
Andrea Ghez (* 1965)

- 1965: Andrea Ghez, US-amerikanische Astronomin und Nobelpreisträgerin
- 1965: J. B. Gouthier, deutscher Gitarrist, Komponist und Musiker
- 1965: Holger Kunkel, deutscher Schauspieler
- 1965: Marko Mutapčić, kroatischer Fußballspieler
- 1966: Kay Germann, deutscher Handballspieler und -trainer
- 1966: Jan Železný, tschechischer Speerwerfer
- 1967: Sara Capretti, Schweizer Schauspielerin

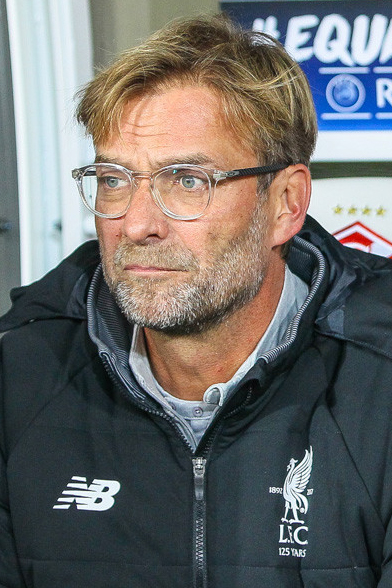
Jürgen Klopp (* 1967)

- 1967: Jürgen Klopp, deutscher Fußballspieler und -trainer
- 1967: Sofia Tchernev, bulgarische Schauspielerin
- 1968: Olivier Bernhard, Schweizer Triathlet
- 1968: Robert Büchel, liechtensteinischer Skirennläufer
- 1969: Bénabar, französischer Chansonnier
- 1969: Anette Fanqvist, schwedische Skilangläuferin
- 1969: Luís Tinoco, portugiesischer Komponist und Musikpädagoge
- 1970: Phil Mickelson, US-amerikanischer Golfer
- 1971: Tupac Shakur, US-amerikanischer Rapper und Schauspieler
- 1971: Sékou, US-amerikanischer Rapper
- 1972: John Cho, US-amerikanischer Schauspieler
- 1972: Andy Weir, US-amerikanischer Schriftsteller und Softwareentwickler
- 1973: Michael Guht, deutscher Fußballspieler
- 1973: Federica Mogherini, italienische Politikerin
- 1973: Sandra Pires, brasilianische Beachvolleyballspielerin
- 1973: Shane Reed, neuseeländischer Triathlet

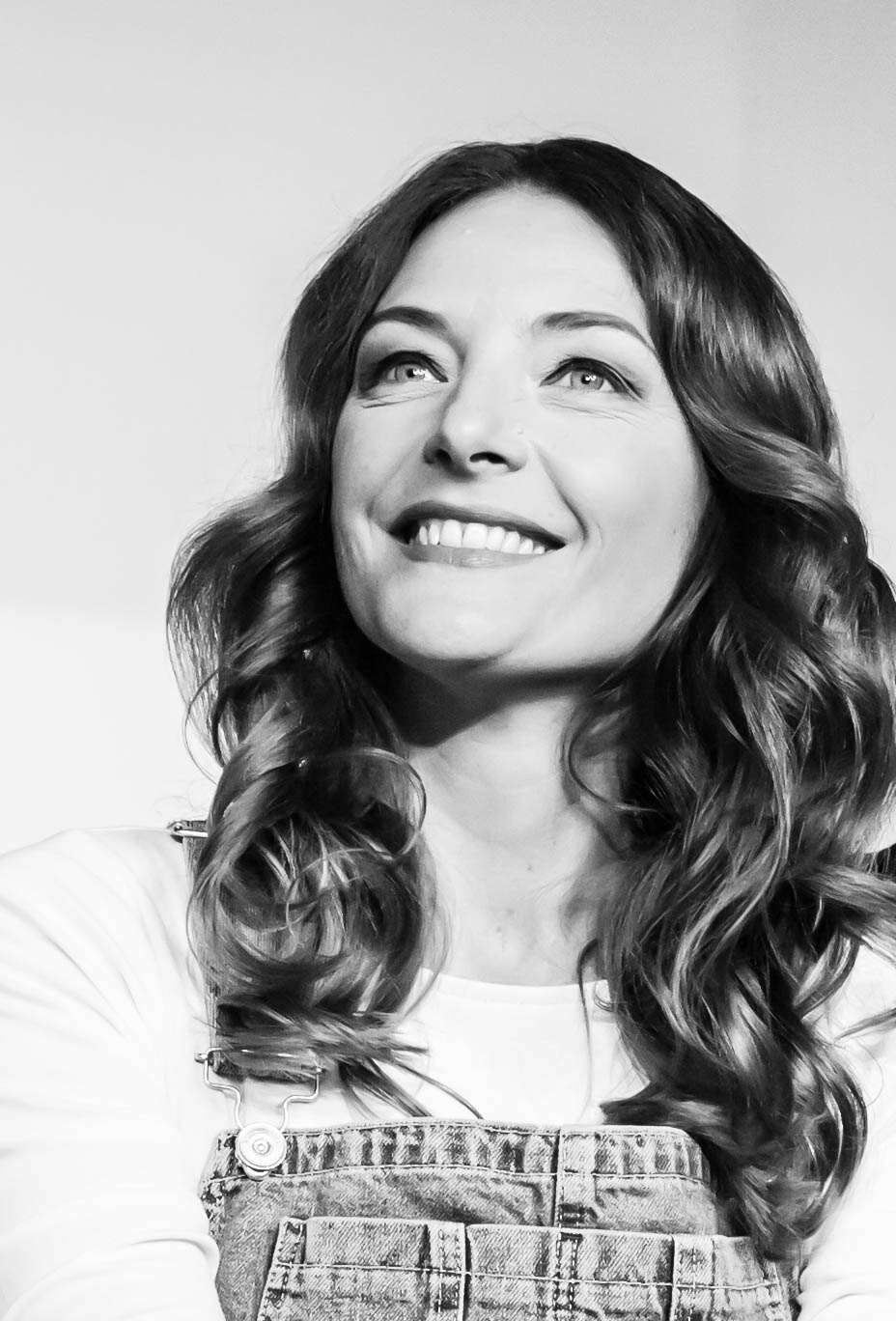
Willemijn Verkaik (* 1975)

- 1975: Willemijn Verkaik, niederländische Musicaldarstellerin

#### 1976–2000
- 1976: Matthias Beier, deutscher Schauspieler
- 1976: Marija Borissowna Strelenko, russische Biathletin
- 1977: Addy Engels, niederländischer Radrennfahrer
- 1977: Kenneth Zeigbo, nigerianischer Fußballspieler

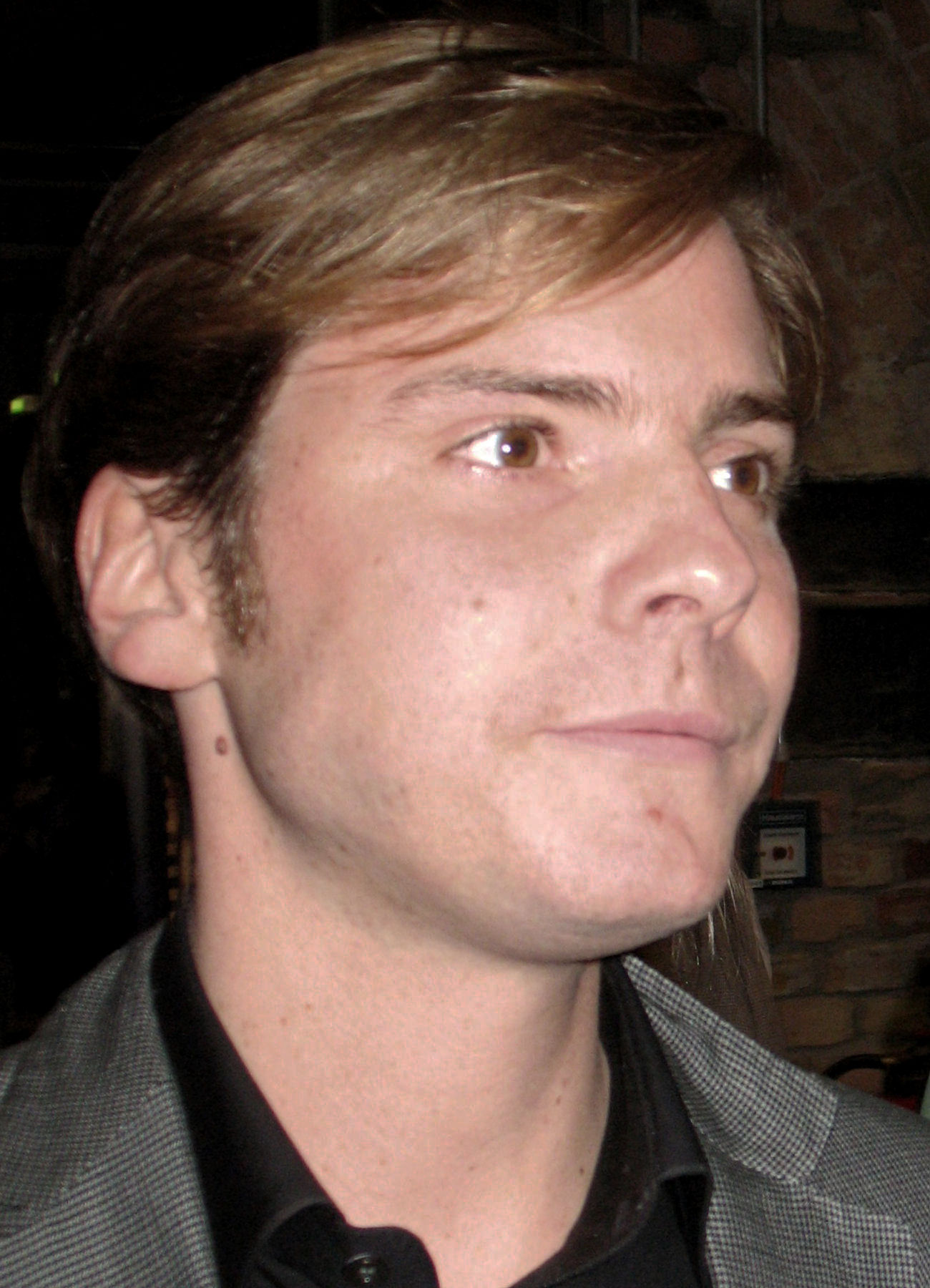
Daniel Brühl (* 1978)

- 1978: Daniel Brühl, deutscher Schauspieler
- 1978: Lyndsey Marshal, britische Schauspielerin
- 1979: Dana DeArmond, US-amerikanische Pornodarstellerin
- 1979: Emmanuel Moire, französischer Sänger
- 1979: Jame Pollock, kanadischer Eishockeyspieler
- 1979: Eva Walkner, österreichische Freeride-Sportlerin
- 1980: Brad Gushue, kanadischer Curler
- 1980: Sibel Kekilli, deutsche Filmschauspielerin
- 1981: Benjamin Becker, deutscher Tennisspieler
- 1981: Ben Kweller, US-amerikanischer Musiker
- 1982: Lykke May Andersen, dänisches Model und Mannequin

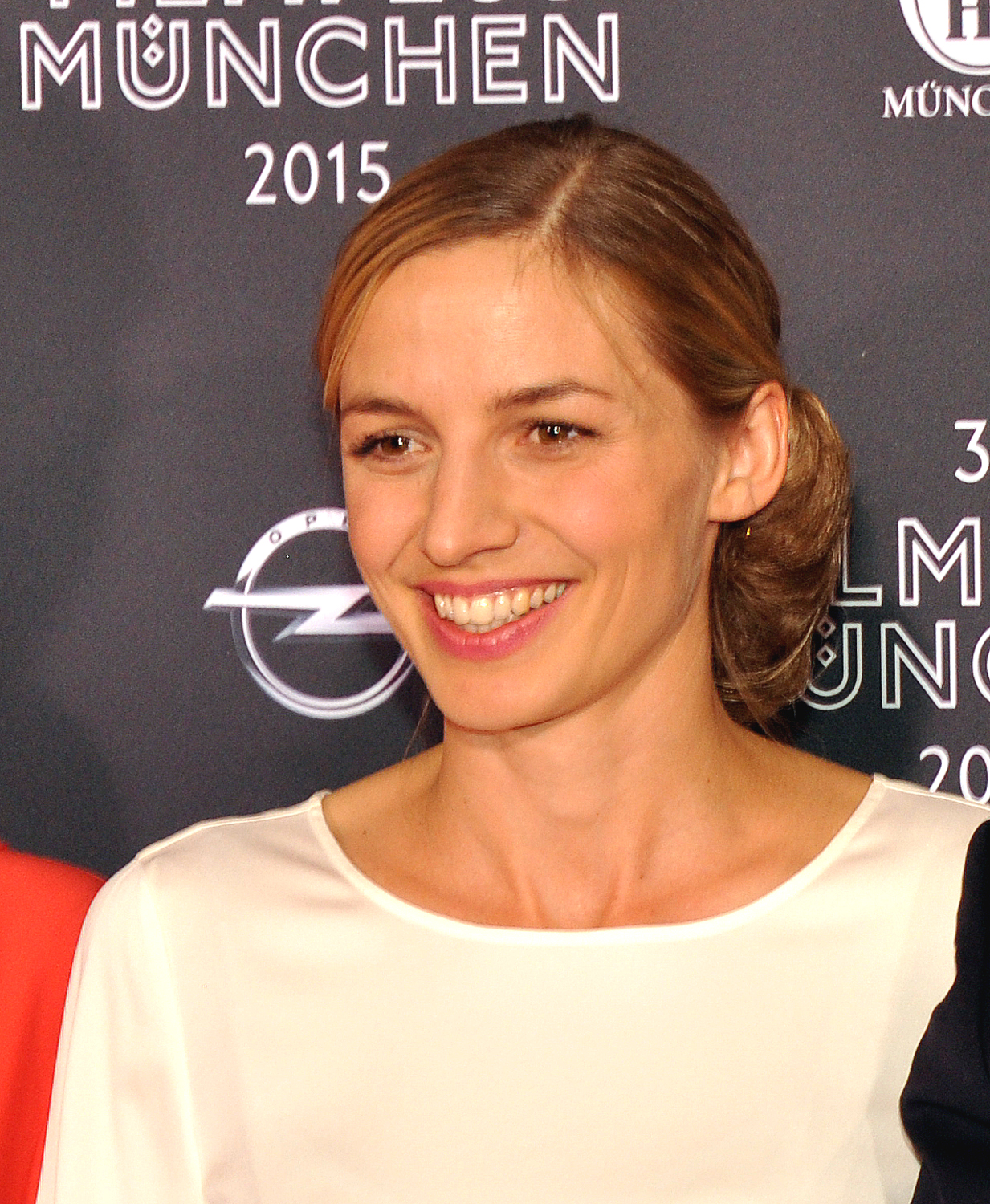
Annika Blendl (* 1982)

- 1982: Annika Blendl, deutsche Schauspielerin
- 1982: Christoph Letkowski, deutscher Schauspieler und Musiker
- 1982: Missy Peregrym, kanadische Schauspielerin
- 1982: Rəşad Sadıqov, aserbaidschanischer Fußballspieler
- 1983: Clint Field, US-amerikanischer Automobilrennfahrer
- 1983: Daniel Kandlbauer, Schweizer Rockmusiker
- 1983: Sebastian Linder, deutscher Handballspieler
- 1984: Gábor Császár, ungarischer Handballspieler

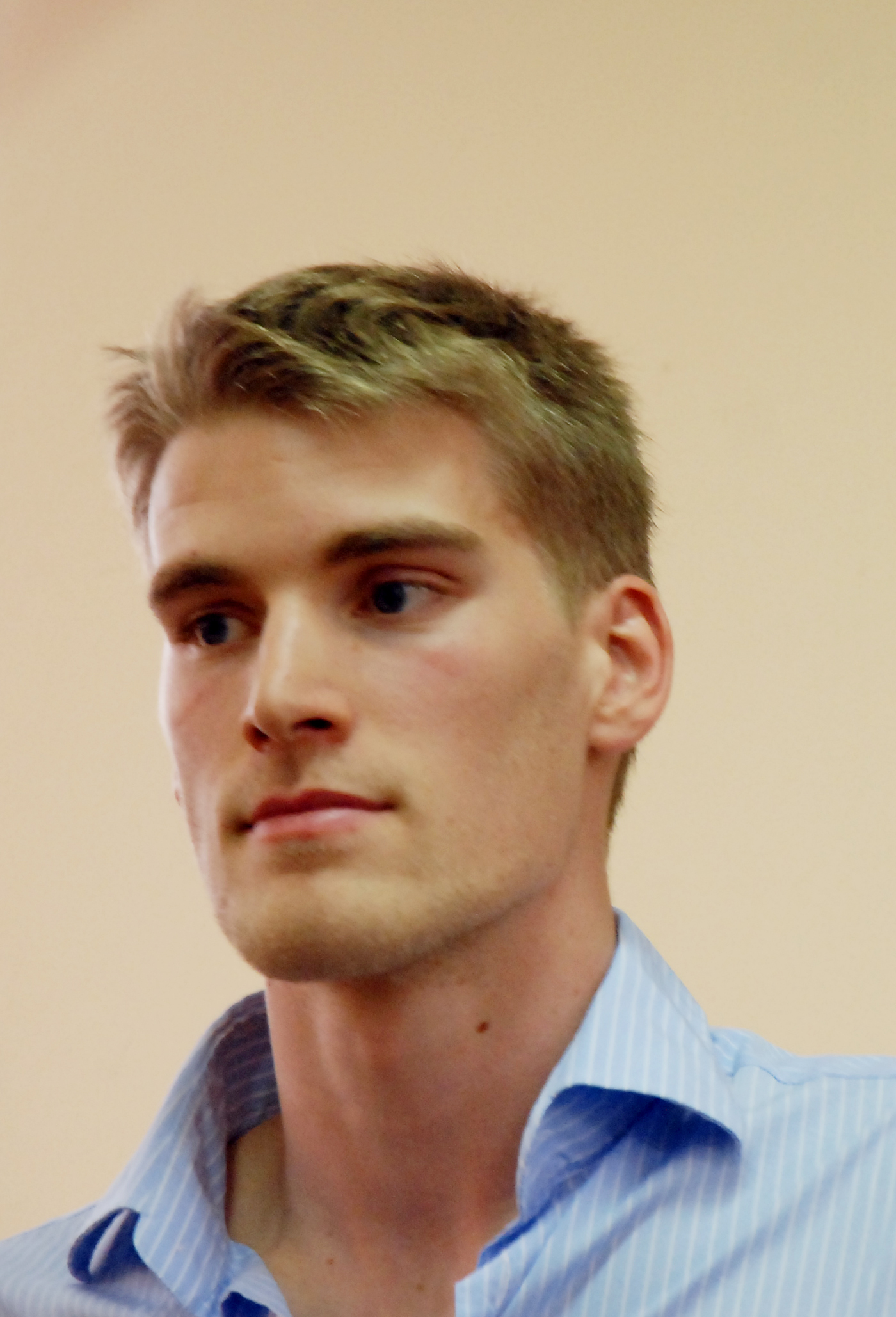
Christian Dünnes (* 1984)

- 1984: Hendrik von Bültzingslöwen, deutscher Schauspieler
- 1984: Christian Dünnes, deutscher Volleyballspieler
- 1984: Rick Nash, kanadischer Eishockeyspieler
- 1984: Jelena Wladimirowna Saweljewa, russische Boxerin
- 1984: Steven Whittaker, schottischer Fußballspieler
- 1986: Urby Emanuelson, niederländischer Fußballspieler
- 1986: Fernando Muslera, uruguayischer Fußballspieler
- 1986: Žarko Šešum, serbischer Handballspieler
- 1987: Krassimir Anew, bulgarischer Biathlet
- 1987: Abby Elliott, US-amerikanische Schauspielerin
- 1987: Renata Lusin, russisch-deutsche Tänzerin
- 1987: Lena Nitro, deutsche Pornodarstellerin
- 1987: Aya Sameshima, japanische Fußballspielerin
- 1988: Tarık Langat Akdağ, türkischer Hindernis- und Langstreckenläufer
- 1988: Thierry Neuville, belgischer Rallyefahrer
- 1988: Lisa Zaff, österreichische Skibobfahrerin

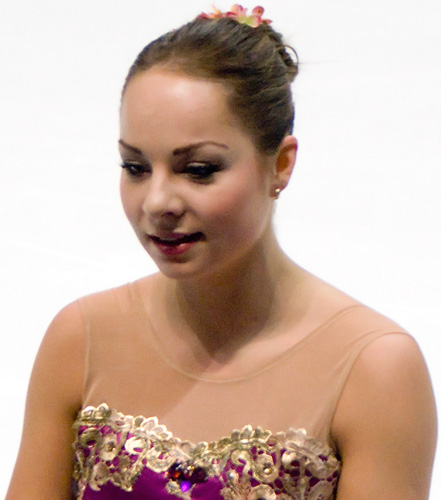
Jelena Glebova (* 1989)

- 1989: Jelena Glebova, estnische Eiskunstläuferin
- 1990: Anastassija Olegowna Piwowarowa, russische Tennisspielerin
- 1990: Sanna Solberg, norwegische Handballspielerin
- 1990: Silje Solberg, norwegische Handballspielerin
- 1990: Libby Stout, US-amerikanische Fußballspielerin
- 1991: Eduard Popp, deutscher Ringer
- 1992: Austin Blythe, US-amerikanischer American-Football-Spieler
- 1992: Angus Groom, britischer Ruderer
- 1992: Claus-Georg-Gustav Schöning, deutscher Schauspieler
- 1992: Ladina Sgier, Schweizer Unihockeyspielerin
- 1993: Alex Len, ukrainischer Basketballspieler
- 1993: Halapoulivaati Vaitai, US-amerikanischer American-Football-Spieler
- 1994: Andrei Ussow, russisch-moldawischer Biathlet
- 1994: Caitlyn Taylor Love, US-amerikanische Schauspielerin und Sängerin
- 1995: Enzo Guibbert, französischer Automobilrennfahrer
- 1995: Joo Da-young, südkoreanische Schauspielerin
- 1995: Kendra Sunderland, US-amerikanische Pornodarstellerin
- 1995: Mattia Zaccagni, italienischer Fußballspieler
- 1996: Janina Hettich-Walz, deutsche Biathletin
- 1996: Steele Johnson, US-amerikanischer Wasserspringer
- 1997: Jean-Kévin Augustin, französischer Fußballspieler
- 1997: Artem Dolgopyat, israelischer Turner

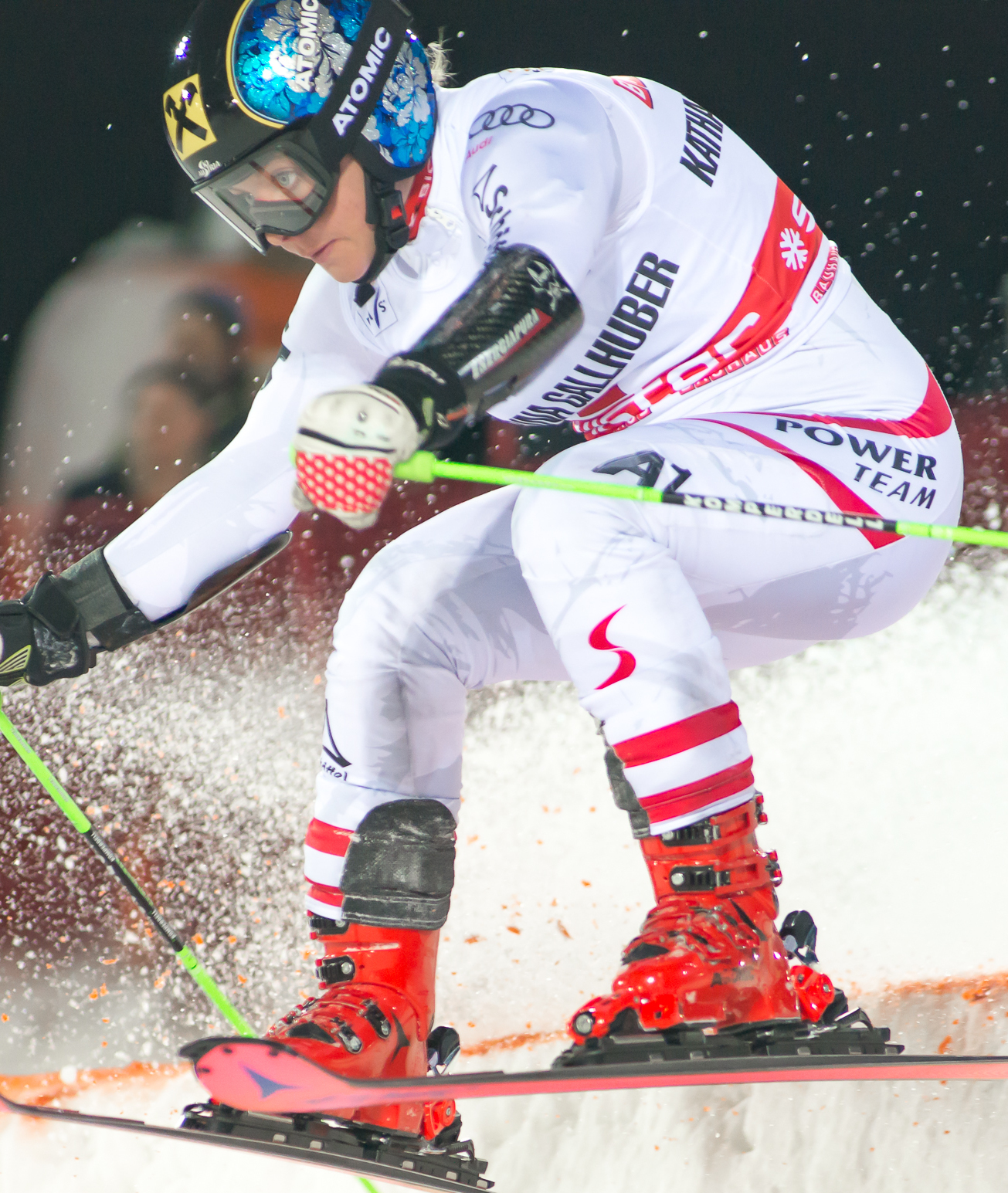
Katharina Gallhuber (* 1997)

- 1997: Katharina Gallhuber, österreichische Skirennläuferin
- 1997: Pius Krätschmer, deutscher Fußballspieler
- 1997: Joe Worsley, US-amerikanischer Volleyballspieler
- 1998: Christoph Frank, deutscher Telemarker
- 1998: Lauren Taylor, amerikanische Schauspielerin und Sängerin

### 21. Jahrhundert
- 2001: Martin Nevland, norwegischer Biathlet

## Gestorben

### Vor dem 16. Jahrhundert
- 0956: Hugo der Große, Herzog der Franken
- 0985: Hartwig I., Kärntner Gewaltbote und Pfalzgraf von Bayern
- 0997: Witigowo, Abt des Klosters Reichenau
- 1047: Poppo von Babenberg, Erzbischof von Trier
- 1090: Günther von Krappfeld, erster Bischof von Gurk

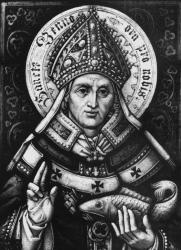
Benno von Meißen († 1106)

- 1106: Benno von Meißen, deutscher römisch-katholischer Bischof von Meißen
- 1185: Richeza von Everstein, Cousine Friedrich Barbarossas
- 1201: Ibn al-Dschauzī, hanbalitischer Gelehrter, Polyhistor und Prediger
- 1202: Aymar, Graf von Angoulême
- 1236: Erhard II., Herr von Chacenay

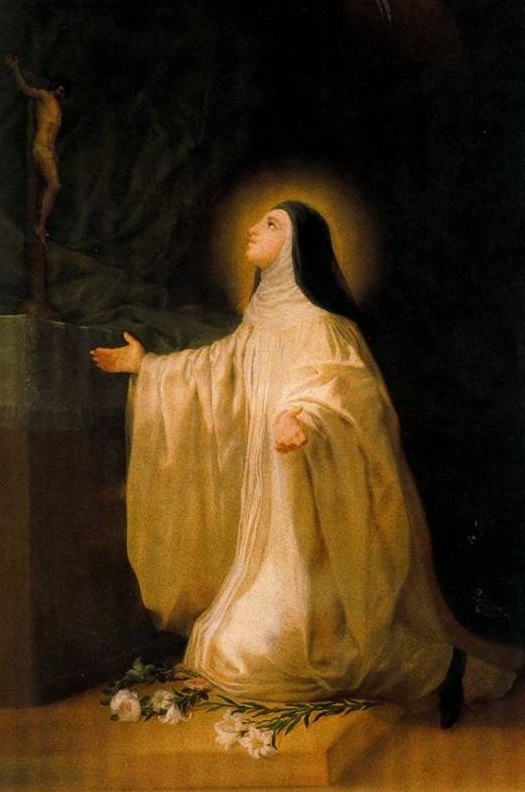
Lutgard von Tongern († 1246)

- 1246: Lutgard von Tongern, flämische Zisterzienserin und Mystikerin, Heilige der katholischen Kirche
- 1265: Doquz-Chatun, keraitische Prinzessin und Hauptfrau des Mongolenherrschers Hülegü
- 1352: Guidoriccio da Fogliano, italienischer Condottiere
- 1361: Johannes Tauler, deutscher Theologe, Mystiker und Prediger
- 1371: Pierre d’Aigrefeuille, französischer Kleriker, Bischof von Tulle, Vabres, Clermont, Uzès, Mende und schließlich von Avignon
- 1397: Philippe d’Artois, Graf von Eu und Connétable von Frankreich
- 1434: Johann Kuchelmund, Benediktiner und Abt der Abtei Niederaltaich
- 1478: Přemysl II., Herzog von Troppau, Mitglied des Breslauer Domkapitels
- 1487: John de la Pole, 1. Earl of Lincoln, englischer Adeliger und Befehlshaber in den Rosenkriegen
- 1487: Martin Schwartz, deutscher Söldnerführer
- 1492: Jan van Coppenolle, Führer des Genter Aufstandes gegen den späteren Kaiser Maximilian I.

### 16. bis 18. Jahrhundert
- 1514: Margarete von Pfalz-Zweibrücken, Gräfin von Nassau-Wiesbaden-Idstein und Äbtissin des Klosters Marienberg
- 1517: Franz Wolfgang, Graf von Haigerloch
- 1540: Konrad II. von Thüngen, Fürstbischof von Würzburg
- 1555: Johann Horneburg, letzter katholischer Bischof von Lebus
- 1574: Caspar Pfreund, deutscher Apotheker und Bürgermeister von Wittenberg
- 1579: Johannes Hartung, deutscher Gräzist und Hebraist
- 1626: Christian von Braunschweig-Wolfenbüttel, deutscher Feldherr der Protestantischen Union
- 1628: Zdeněk Vojtěch Popel von Lobkowitz, böhmischer Adeliger
- 1649: Stanisław Lubomirski, polnischer Magnat, Heerführer und Reichsfürst im Heiligen Römischen Reich
- 1666: Richard Fanshawe, 1. Baronet, englischer Dichter, Übersetzer, Diplomat und Politiker

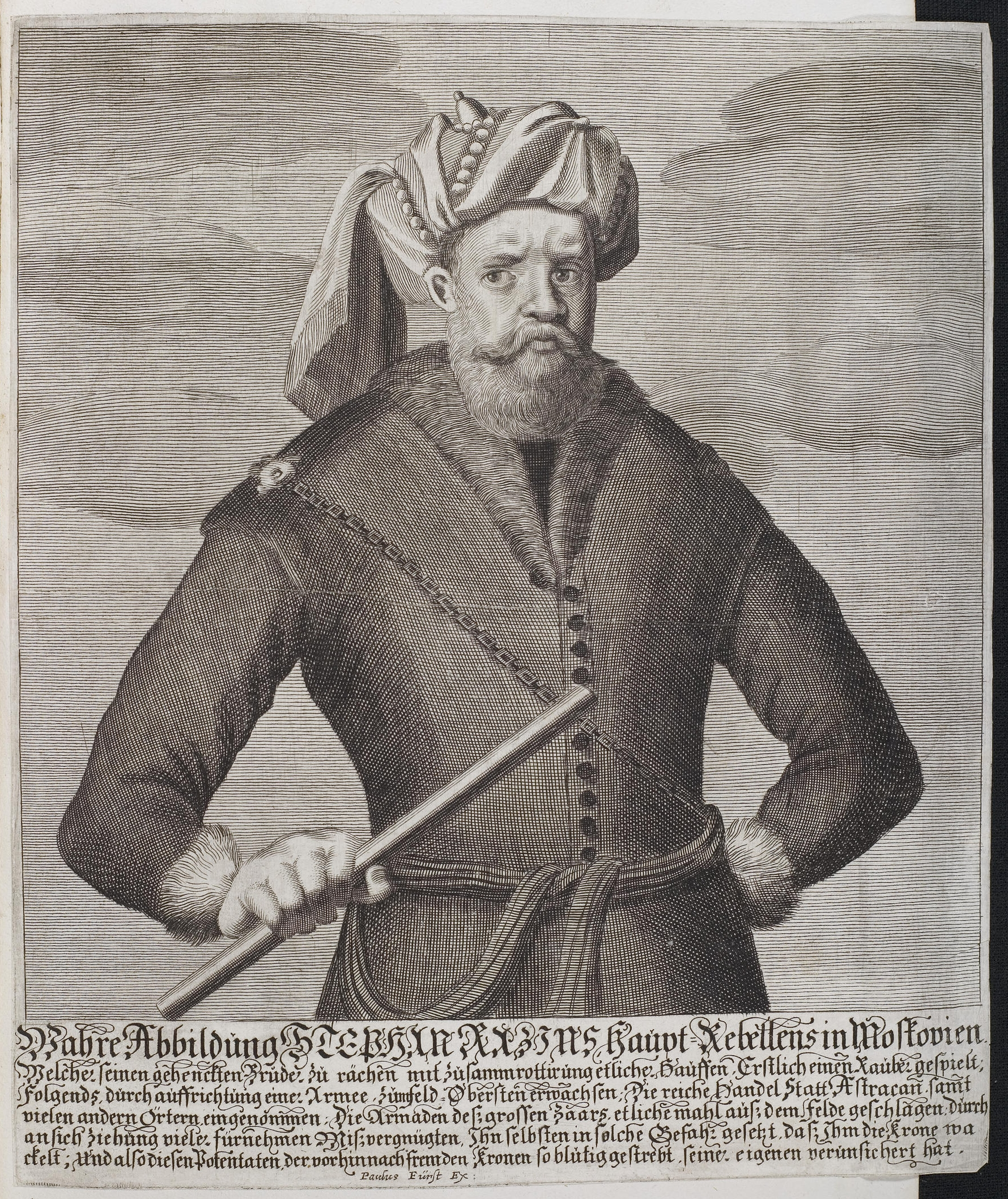
Stenka Rasin († 1671)

- 1671: Stenka Rasin, russischer Ataman der Don-Kosaken
- 1674: Tomás Yepes, spanischer Stilllebenmaler
- 1702: Hans Jacob Uhle, deutscher Bildhauer
- 1704: Georg Franck von Franckenau, deutscher Mediziner und Botaniker
- 1705: Gotthard Kerkring, Lübecker Bürgermeister
- 1707: Marie de Nemours, Fürstin von Neuenburg und Valangin
- 1711: Amalia von Kurland, Prinzessin von Kurland und Landgräfin von Hessen-Kassel
- 1712: Johann Adam I. Andreas, Fürst von Liechtenstein
- 1722: John Churchill, 1. Duke of Marlborough, englischer Feldherr im Spanischen Erbfolgekrieg
- 1722: Marc’Antonio Zondadari, Großmeister des Malteserordens
- 1729: Balthasar Hermann, Memminger Maler

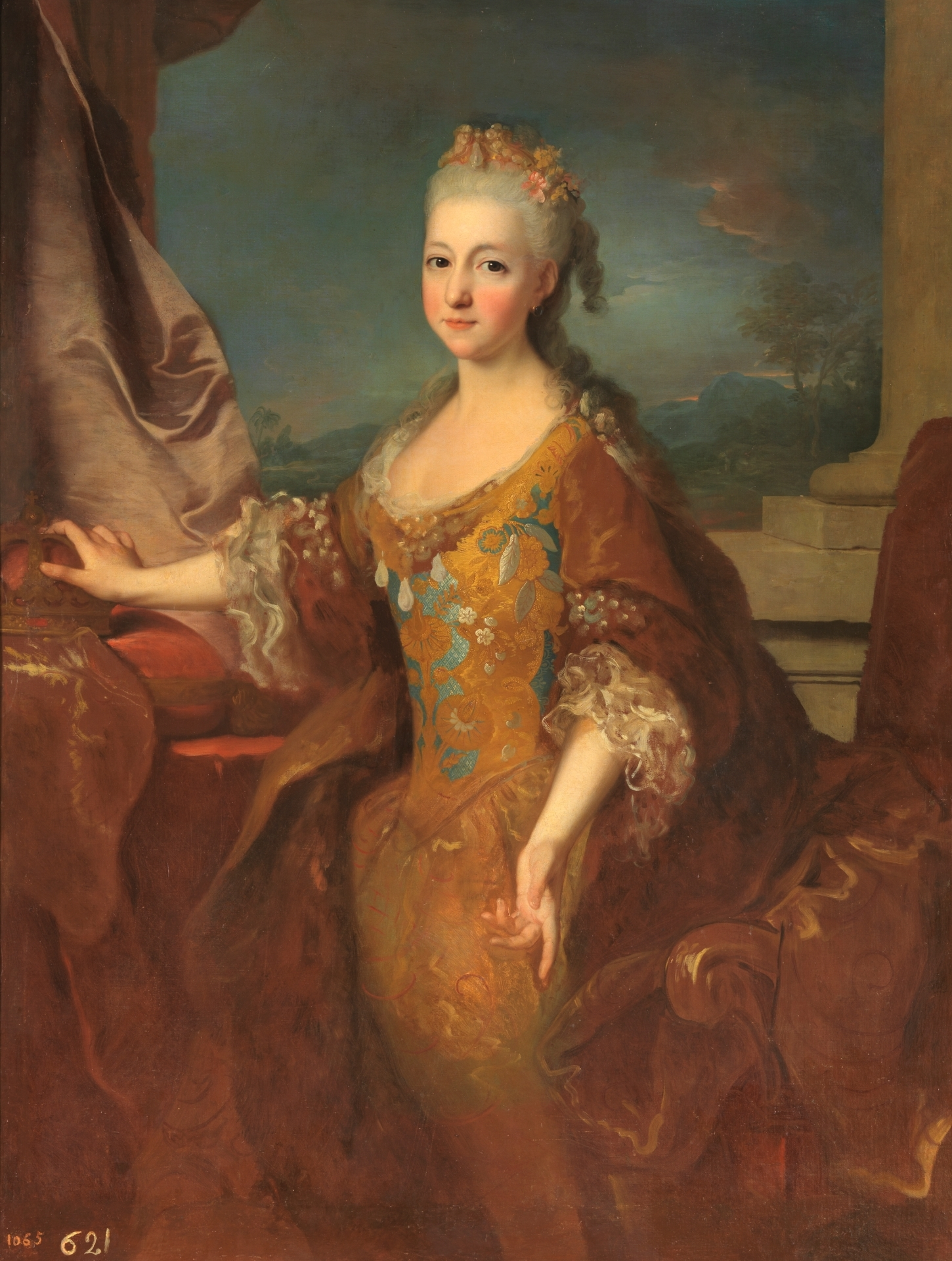
Louise Élisabeth d’Orléans († 1742)

- 1742: Louise Élisabeth d’Orléans, Königin von Spanien
- 1743: Louise Françoise de Bourbon, Fürstin von Condé
- 1748: Jean Philippe François d’Orléans, französischer Adeliger, Abt von Hautvillers und Groß-Prior des französischen Malteserordens
- 1753: John von Collas, deutsch-französischer Wissenschaftler, Baumeister und Gutsbesitzer in Ostpreußen
- 1761: Heinrich Johann Bülle, mecklenburgischer Hofbildhauer
- 1771: Louis de Bourbon, Graf von Clermont, französischer Kirchenmann, General und Libertin
- 1777: Johann Gottlieb Immermann, deutscher evangelischer Geistlicher und Pädagoge
- 1778: Friedrich Wilhelm von Taube, deutscher Verwaltungsbeamter in österreichischen Diensten
- 1779: Francis Bernard, 1. Baronet, Gouverneur der Province of Massachusetts Bay
- 1792: Georg Andreas Weise, deutscher lutherischer Theologe
- 1794: Georg Heinrich von Roßkampff, Bürgermeister von Heilbronn
- 1798: Ignaz Pfefferkorn, deutscher Jesuit, Missionar und Naturforscher

### 19. Jahrhundert
- 1804: Johann Adam Hiller, deutscher Komponist, Musikschriftsteller und Kapellmeister
- 1812: Franz Pforr, deutscher Maler der Romantik

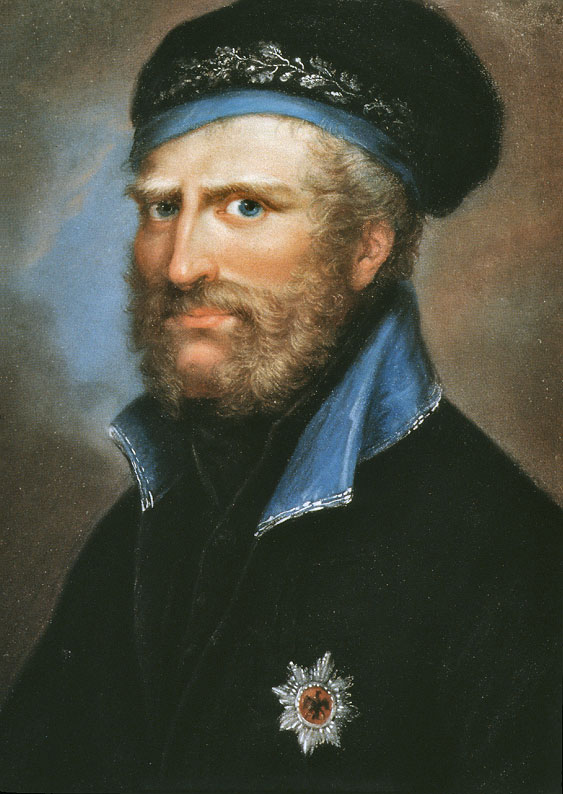
Friedrich Wilhelm († 1815)

- 1815: Friedrich Wilhelm von Braunschweig, deutscher Heerführer der Napoléonischen Kriege
- 1818: Daniel Smith, US-amerikanischer Landvermesser und Senator
- 1831: Joseph Ignaz Schnabel, deutscher Komponist und Domkapellmeister zu Breslau
- 1848: Johann Dominicus Aigner, Bürgermeister der Stadt Lienz
- 1851: Johann Friedrich Küttlinger, deutscher Mediziner und Botaniker
- 1852: Ludwig von Hartmann, deutscher Industriepionier
- 1861: Nathanael G. Pendleton, US-amerikanischer Rechtsanwalt und Politiker, Mitglied des Repräsentantenhauses für Ohio
- 1881: Christian Müller, deutsch-schweizerischer Apotheker und Politiker
- 1887: José Rufino Echenique, peruanischer General und Präsident von Peru
- 1888: Georg von Adelmann, deutscher Mediziner und Chirurg
- 1888: Maria Theresia Scherer, Ordensschwester, Generaloberin
- 1891: Theodor Auracher, deutscher Altphilologe und Fachautor
- 1891: Johannes Gloël, deutscher evangelischer Geistlicher und Hochschullehrer

Valérie de Gasparin († 1894)

- 1894: Valérie de Gasparin, Schweizer Schriftstellerin
- 1899: August Winding, dänischer Pianist, Klavierpädagoge und Komponist
- 1900: François d’Orléans, prince de Joinville, französischer Admiral

### 20. Jahrhundert

#### 1901–1950
- 1902: Ernst Schröder, deutscher Mathematiker und Logiker
- 1905: Johann Gottfried Steffan, Schweizer Landschaftsmaler
- 1909: Ivar Eggert Hedenblad, schwedischer Komponist, Dirigent und Musikpädagoge
- 1912: José Arechavaleta y Balpardo, spanischer Botaniker

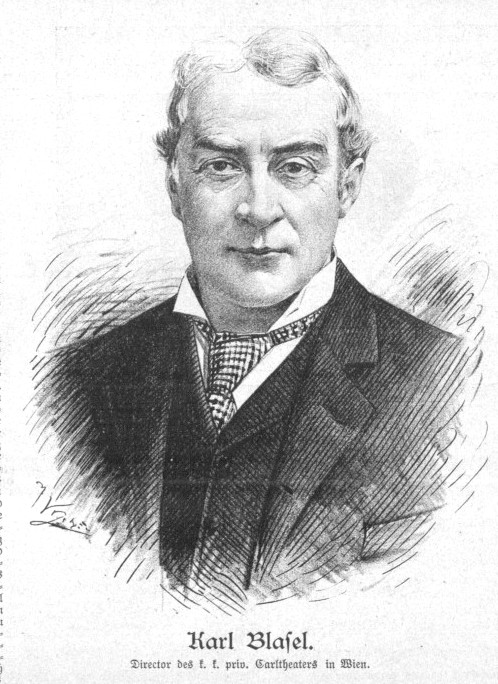
Karl Blasel († 1922)

- 1922: Karl Blasel, österreichischer Schauspieler und Theaterdirektor
- 1925ː Lucie Cousturier, französische Malerin, Kunstkritikerin und Schriftstellerin
- 1925ː Yajima Kajiko, japanische Christin und Erzieherin
- 1926: Wilhelm Georg Ritter, deutscher Maler
- 1933: Chaim Arlosoroff, russischer Politiker
- 1937: Mollie Kyle, Indianerin und Überlebende der Osage-Morde
- 1938: Walter Haenisch, deutscher Anglist, Literaturwissenschaftler und Marxforscher, Opfer des Stalinismus
- 1938: Muriel Paget, britische Philanthropin

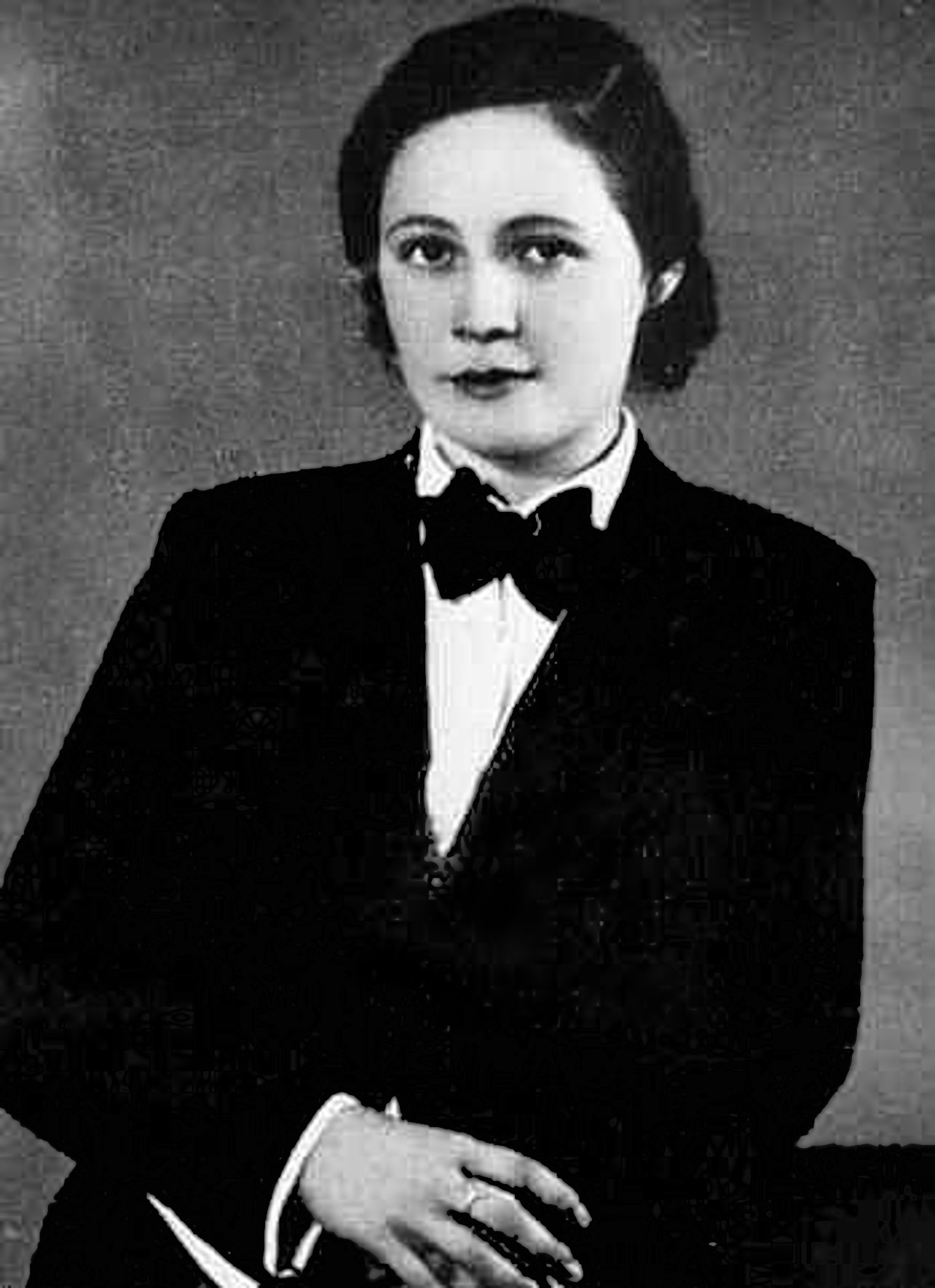
Vítězslava Kaprálová († 1940)

- 1940: Vítězslava Kaprálová, tschechische Komponistin und Dirigentin
- 1940: Joseph Meister, Franzose, der als Erster erfolgreich gegen Tollwut geimpft wurde
- 1941: Gustav Sievers, deutscher Künstler in psychiatrischen Anstalten
- 1942: Lucien Boyer, französischer Chansonnier und Komponist
- 1943: Sigrid Onégin, deutsche Opern- und Konzertsängerin
- 1944: Marc Bloch, französischer Historiker, Mitbegründer der Annales-Schule
- 1945: Nikolai Erastowitsch Bersarin, sowjetischer Offizier, Stadtkommandant von Berlin
- 1945: Aris Velouchiotis, griechischer Soldat, Partisan und Terrorist
- 1947: Bronisław Huberman, polnischer Violinist
- 1948: Marcel Brillouin, französischer Physiker
- 1948: Rufus Jones, US-amerikanischer Autor, Professor und Mystiker, Philosoph und Quäker

#### 1951–2000
- 1955: Carl Wirths, deutscher Politiker, MdL, MdB
- 1958: José Pablo Moncayo, mexikanischer Komponist und Dirigent

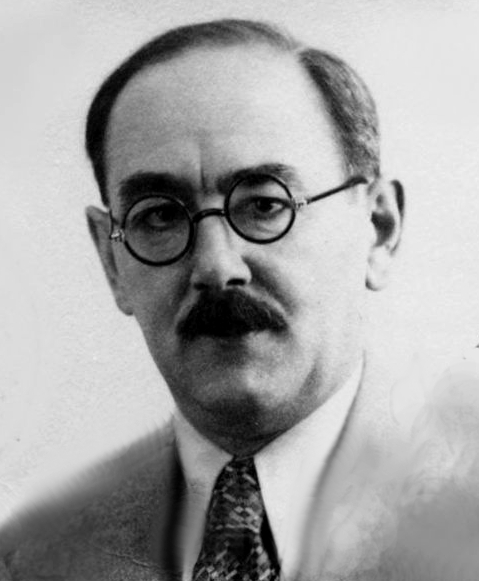
Imre Nagy († 1958)

- 1958: Imre Nagy, ungarischer Politiker und Agrarökonom, Minister, Ministerpräsident, Nationalheld
- 1959: Ludwig Eisenschmid, deutscher Orgelbauer
- 1959: George Reeves, US-amerikanischer Schauspieler
- 1961: Max Curt Bille, deutscher Marionettenspieler
- 1961: Ralph Rensen, britischer Motorradrennfahrer
- 1962: Alexei Innokentjewitsch Antonow, sowjetischer General
- 1963: John Whiting, britischer Dramatiker
- 1964: Jack Bezzant, britischer Automobilrennfahrer
- 1964: Günther L. Arko, deutscher Kameramann
- 1964: Gino Luzzatto, italienischer Wirtschaftshistoriker
- 1965: Willibalt Apelt, deutscher Universitätsprofessor, Staatsrechtslehrer und Politiker
- 1965: Louis Biester, deutscher Politiker, MdR
- 1967: Dutch Holland, US-amerikanischer Baseballspieler
- 1969: Karl Schiske, österreichischer Komponist und Hochschulpädagoge
- 1970: Heino Eller, estnischer Komponist
- 1970: Lonnie Johnson, US-amerikanischer Sänger
- 1970: Raimund Weisbach, deutscher Marineoffizier, U-Boot-Kommandant im Ersten Weltkrieg
- 1972: Pedro Biava Ramponi, kolumbianischer Komponist
- 1973: Karl Hamann, deutscher Politiker, MdL, Vorsitzender der LDPD, Abgeordneter der Volkskammer, Handelsminister der DDR
- 1975: Edward Sidney Aarons, US-amerikanischer Schriftsteller
- 1976: Reinhard Raffalt, deutscher Schriftsteller und Journalist

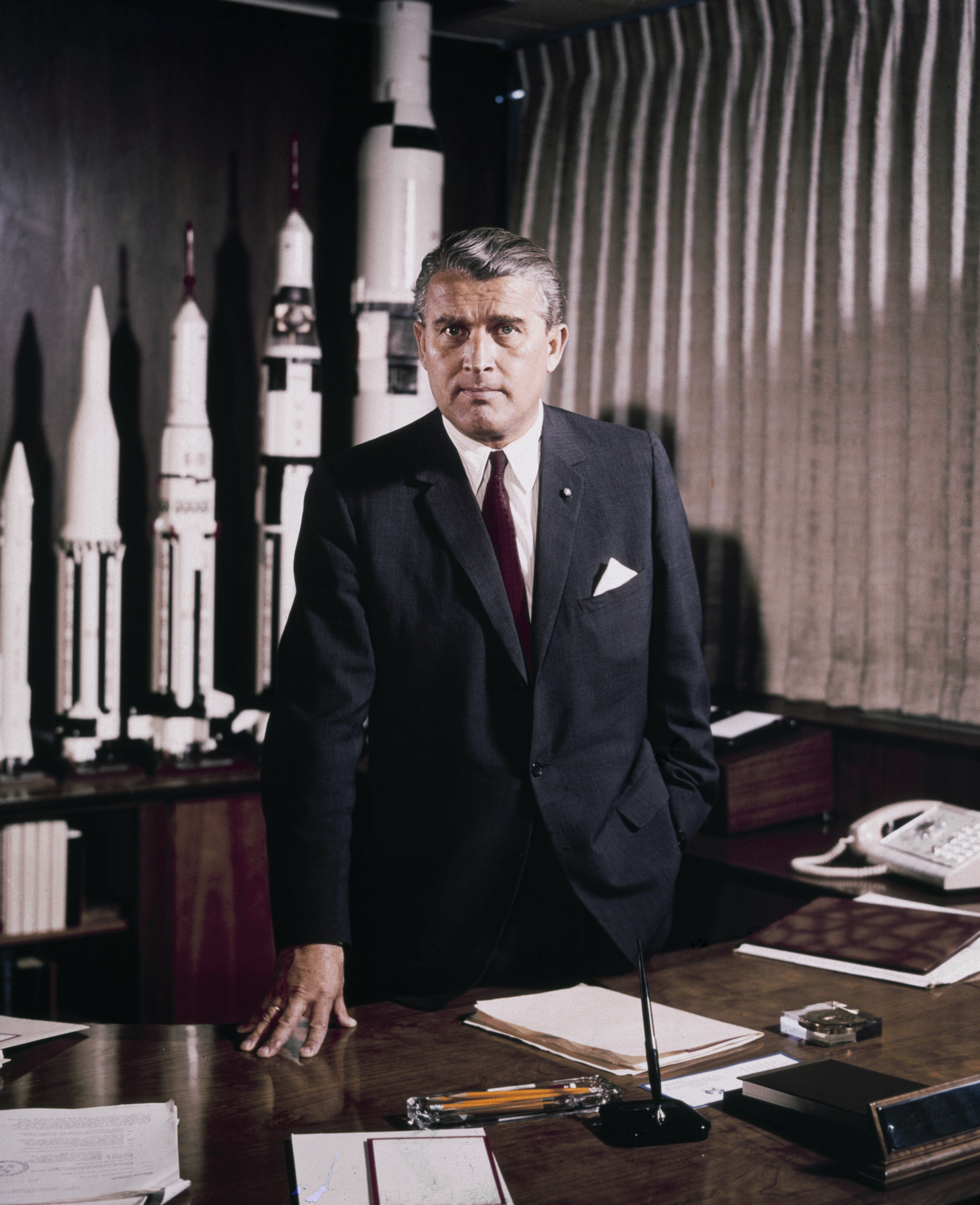
Wernher von Braun († 1977)

- 1977: Wernher von Braun, deutsch-US-amerikanischer Raketentechniker, Pionier der Raumfahrt
- 1977: Werner Eggerath, deutscher Politiker, Widerstandskämpfer und Schriftsteller, MdL, Landesminister, Ministerpräsident von Thüringen, Abgeordneter der Volkskammer
- 1979: Akwasi Afrifa, ghanaischer Offizier und Politiker, Staatsoberhaupt
- 1979: Liselotte Welskopf-Henrich, deutsche Schriftstellerin und Historikerin
- 1979: Nicholas Ray, US-amerikanischer Filmregisseur
- 1980: Fritz Huth, deutscher Hornist und Horn-Lehrer
- 1980: Bob Nolan, kanadischer Country-Sänger (Sons Of The Pioneers)

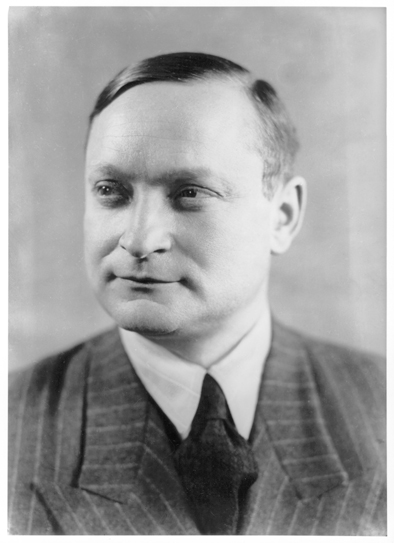
Georg Leibbrandt († 1982)

- 1982: Georg Leibbrandt, russisch-deutscher Dolmetscher, Bürokrat und Diplomat, Beteiligter der Planung der Judenvernichtung im Dritten Reich
- 1982: Gwen Wakeling, US-amerikanische Kostümbildnerin
- 1983: Jean Majerus, luxemburgischer Radsportler
- 1983: Aina Wifalk, schwedische Sozialwissenschaftlerin, Erfinderin des modernen Rollators
- 1985: Elias Coueter, syrischer Geistlicher, Bischof von Nossa Senhora do Paraíso em São Paulo
- 1985: Alois Mertes, deutscher Diplomat und Politiker, MdB, Staatsminister
- 1986: Maurice Duruflé, französischer Komponist
- 1986: Jean Sachot, französischer Automobilrennfahrer
- 1989: Manuel Plá Cocco, dominikanischer Flötist, Geiger, Cellist, Musikpädagoge und Komponist
- 1990: Thomas George Cowling, britischer Astronom und Mathematiker
- 1990: Ruedi Walter, Schweizer Volksschauspieler und Kabarettist
- 1991: Manfred Ackermann, österreichischer Politiker und Gewerkschaftsfunktionär

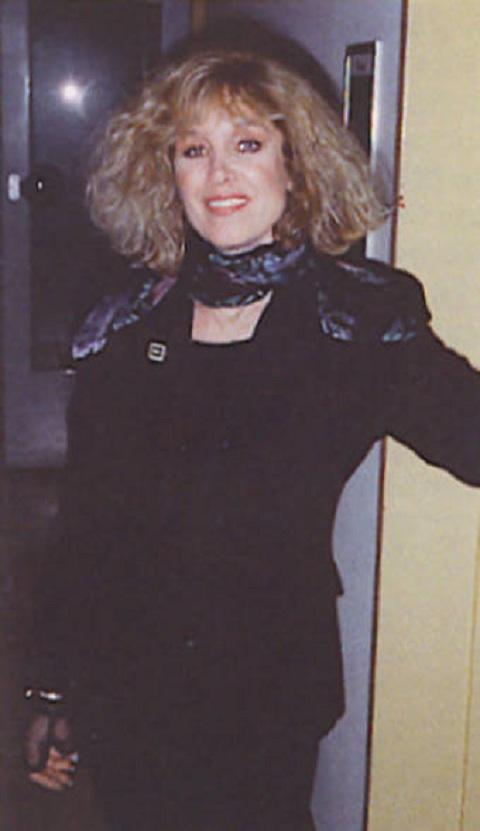
Vicki Brown († 1991)

- 1991: Vicki Brown, britische Sängerin
- 1993: Jørgen Weel, dänischer Schauspieler
- 1994: Hans Paul Bahrdt, deutscher Soziologe
- 1994: George Raphaël Béthenod de Montbressieux, französisch-argentinischer Rennfahrer
- 1994: Kristen Pfaff, US-amerikanische Musikerin (Hole)
- 1997: Michael O’Herlihy, irischer Produzent, Film- und Fernsehregisseur

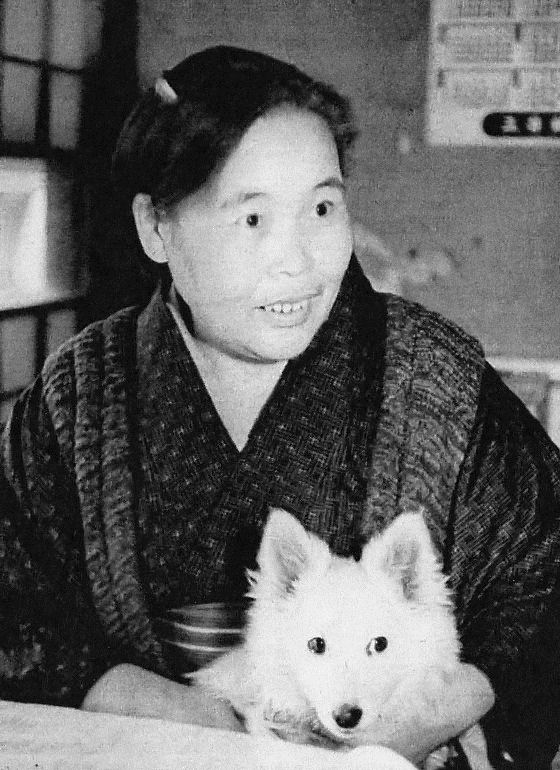
Sumii Sue († 1997)

- 1997: Sumii Sue, japanische Schriftstellerin
- 1998: Dschafar Scharif-Emami, iranischer Politiker, Minister, Premierminister
- 1999: Screaming Lord Sutch, britischer Musiker und Politiker
- 1999: Marshall Wayne, US-amerikanischer Wasserspringer, Olympiasieger
- 2000: Will Berthold, deutscher Schriftsteller
- 2000: Hanspeter Danuser, Schweizer Historiker und Drehbuchautor

### 21. Jahrhundert
- 2003: Enrico Baj, italienischer Maler, Bildhauer und Kunsttheoretiker
- 2003: Georg Henrik von Wright, finnischer Philosoph
- 2004: Lothar Fischer, deutscher Bildhauer

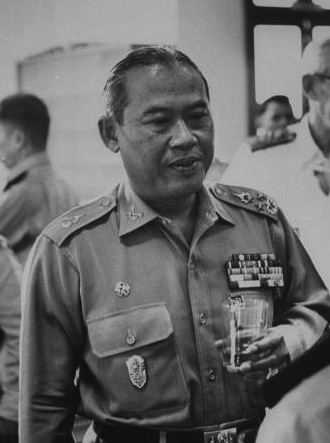
Thanom Kittikachorn († 2004)

- 2004: Thanom Kittikachorn, thailändischer General und Politiker
- 2004: Ursula Lillig, deutsche Schauspielerin
- 2005: Mário Corino de Andrade, portugiesischer Neurologe
- 2006: Arthur Franz, US-amerikanischer Schauspieler
- 2006: Wladimir Naef, Schweizer Schachkomponist
- 2007: Norman Hackerman, US-amerikanischer Chemiker und Universitätspräsident
- 2007: Jürgen Weber, deutscher Bildhauer
- 2008: Wera Frydtberg, deutsche Schauspielerin
- 2008: Mario Rigoni Stern, italienischer Schriftsteller
- 2009: Peter Arundell, britischer Automobilrennfahrer
- 2009: Charlie Mariano, US-amerikanischer Jazz-Altsaxophonist, Flötist und Oboist
- 2010: Haidi Streletz, deutsche Zahnärztin, Malerin und Politikerin, MdL
- 2012: Giuseppe Bertolucci, italienischer Drehbuchautor und Regisseur
- 2012: Sławomir Petelicki, polnischer General

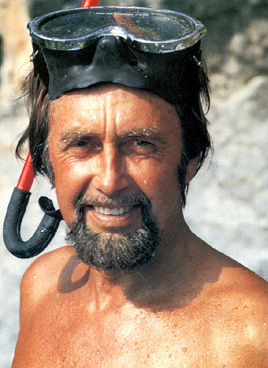
Hans Hass († 2013)

- 2013: Hans Hass, österreichischer Zoologe und Meeresforscher
- 2013: Ottmar Walter, deutscher Fußballspieler
- 2014: Rosemarie Ambé, deutsche Schlagersängerin
- 2014: Heinz Goerke, deutscher Medizinhistoriker und Mediziner
- 2014: Tony Gwynn, US-amerikanischer Baseballspieler
- 2015: Greg Parks, kanadischer Eishockeyspieler
- 2015: Jochen Riebel, deutscher Politiker
- 2016: Jo Cox, britische Politikerin
- 2016: Konstantin Faigle, deutscher Filmemacher
- 2017: John G. Avildsen, US-amerikanischer Filmregisseur
- 2017: Helmut Kohl, deutscher Politiker, Ministerpräsident von Rheinland-Pfalz, Bundeskanzler
- 2018: Clara Auteri Pepe, italienische Schauspielerin
- 2018: Gennadi Nikolajewitsch Roschdestwenski, sowjetischer bzw. russischer Dirigent
- 2019: Jochen Pommert, deutscher Journalist
- 2019: Francine Shapiro, US-amerikanische Literaturwissenschaftlerin und Psychologin
- 2019: Rolf von Sydow, deutscher Regisseur und Autor
- 2021: Joel Otim, ugandischer Leichtathlet
- 2022: Steinar Amundsen, norwegischer Kanute
- 2023: Daniel Ellsberg, US-amerikanischer Ökonom und Whistleblower
- 2023: Gino Mäder, Schweizer Radsportler
- 2024: Jan Breytenbach, südafrikanischer Offizier und Autor
- 2024ː Jodie Devos, belgische Opernsängerin

## Feier- und Gedenktage
- Kirchliche Gedenktage
  - Johannes Tauler, elsässischer Ordensmann und Mystiker (evangelisch)
  - Hl. Marcus von Apollonia, Bischof und Märtyrer (katholisch)
  - Hl. Benno von Meißen, deutscher Mönch und Priester, Bischof und Schutzpatron (katholisch)
- Namenstage
  - Benno, Marcus, Quirin
- Staatliche Feier- und Gedenktage
  - Südafrika: Youth Day
  - diverse Staaten Afrikas (darunter u. a. Namibia): Day of the African Child[2]
- Weitere Informationen zum Tag
  - Irland: Bloomsday (seit 1954)

Weitere Einträge enthält die Liste von Gedenk- und Aktionstagen.